# Cheval durant la Première Guerre mondiale
Vous lisez un « article de qualité » labellisé en 2011.
Pour un article plus général, voir animaux durant la Première Guerre mondiale.

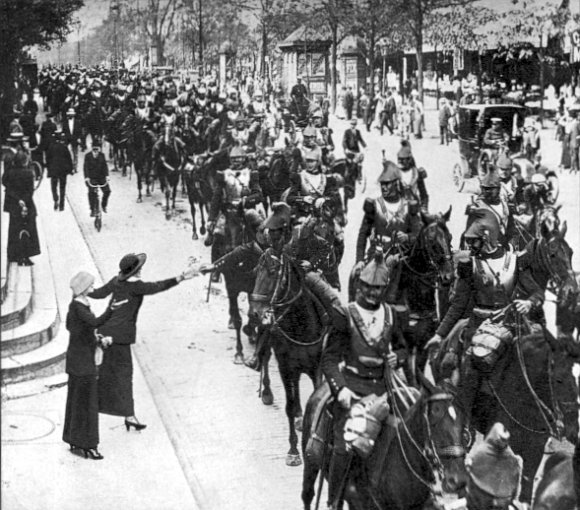
Cuirassiers français se rendant sur le front le 2 août 1914.

Durant la Première Guerre mondiale, le rôle du cheval connaît une transition liée à l'évolution stratégique et tactique du conflit armé. Alors que la cavalerie est considérée, au début des hostilités, comme l'élément offensif par excellence des forces armées, elle se révèle vulnérable face à la modernisation de l'artillerie et des armes lourdes, telles que la mitrailleuse. C'est la raison pour laquelle elle est progressivement remplacée par des divisions blindées mécanisées, la présence de chevaux ne devenant plus que ponctuelle sur les champs de bataille. Cette évolution se produit parallèlement au développement du char d'assaut, ce qui ne manque pas d'accélérer le processus, ce dernier devenant la pièce maîtresse des tactiques de choc.
Les principaux pays impliqués dans la Première Guerre mondiale entament tous le conflit avec des régiments de cavalerie. L'Empire allemand et l'Autriche-Hongrie en arrêtent rapidement l'utilisation sur le front de l'Ouest, mais continuent à en déployer sur le front de l'Est en nombre limité jusqu'à la fin du conflit. Parmi les pays alliés, le Royaume-Uni utilise l'infanterie montée et la charge militaire tout au long de la guerre, alors que les États-Unis ne s'en servent que sur une période très brève. Elle ne se révèle pas particulièrement efficace à l'ouest, mais la cavalerie alliée obtient quelques succès sur le théâtre d'opérations moyen-oriental, en partie dus au fait qu'elle fait face à l'Empire ottoman, un ennemi plus faible et techniquement moins avancé, qui utilise massivement la cavalerie. L'Empire russe emploie également des chevaux sur le front de l'Est, avec peu de résultats.
Dans son rôle offensif sur le champ de bataille, le cheval disparaît presque complètement, mais sa présence reste significative tout au long de la guerre, et environ huit millions participent au conflit. Son emploi se cantonne à la logistique, car il présente l'avantage d'être utilisable sur les terrains accidentés ou boueux, inaccessibles aux véhicules motorisés, et ne consomme pas de carburant alors que les besoins en charbon, essence et gaz dépassent largement la production. Les montures servent également dans la reconnaissance, tractent les ambulances et transportent du matériel et des messagers. Leur présence a un effet positif sur le moral des troupes, mais elle favorise aussi la transmission de maladies et la dégradation des conditions sanitaires sur le front, causées notamment par le fumier et les carcasses. Leur coût et les difficultés croissantes pour les remplacer sont tels qu'en 1917, certains escadrons sont informés que, d'un point de vue tactique, la perte d'un animal devient plus grave qu'une perte humaine. Finalement, le blocus des forces alliées empêche les Empires centraux d'importer des chevaux en remplacement de leurs pertes, ce qui contribue à la défaite de l'Allemagne. À la fin de la guerre, même l'armée américaine, pourtant réputée pour sa logistique, manque de montures.
Les conditions de vie pour les chevaux sont difficiles sur le front ; décimés par l'artillerie, ils souffrent de dermatose et subissent les attaques chimiques. Un million d'entre eux trouvent la mort durant le conflit, mais bien plus encore sont traités dans des hôpitaux vétérinaires avant d'être réutilisés. La fourniture de nourriture équine est un problème logistique majeur, et l'Allemagne perd de nombreuses bêtes, mortes de faim en l'absence de fourrage.
Plusieurs mémoriaux ont été érigés à la mémoire des chevaux tombés pendant la Première Guerre mondiale. Des artistes comme Alfred Munnings ont beaucoup contribué à la reconnaissance de leur rôle durant le conflit, notamment en leur donnant une place significative dans la poésie de guerre. Il existe de nombreux romans, pièces de théâtre et documentaires axés sur le rôle des équidés durant la Grande guerre.

## Les chevaux au combat

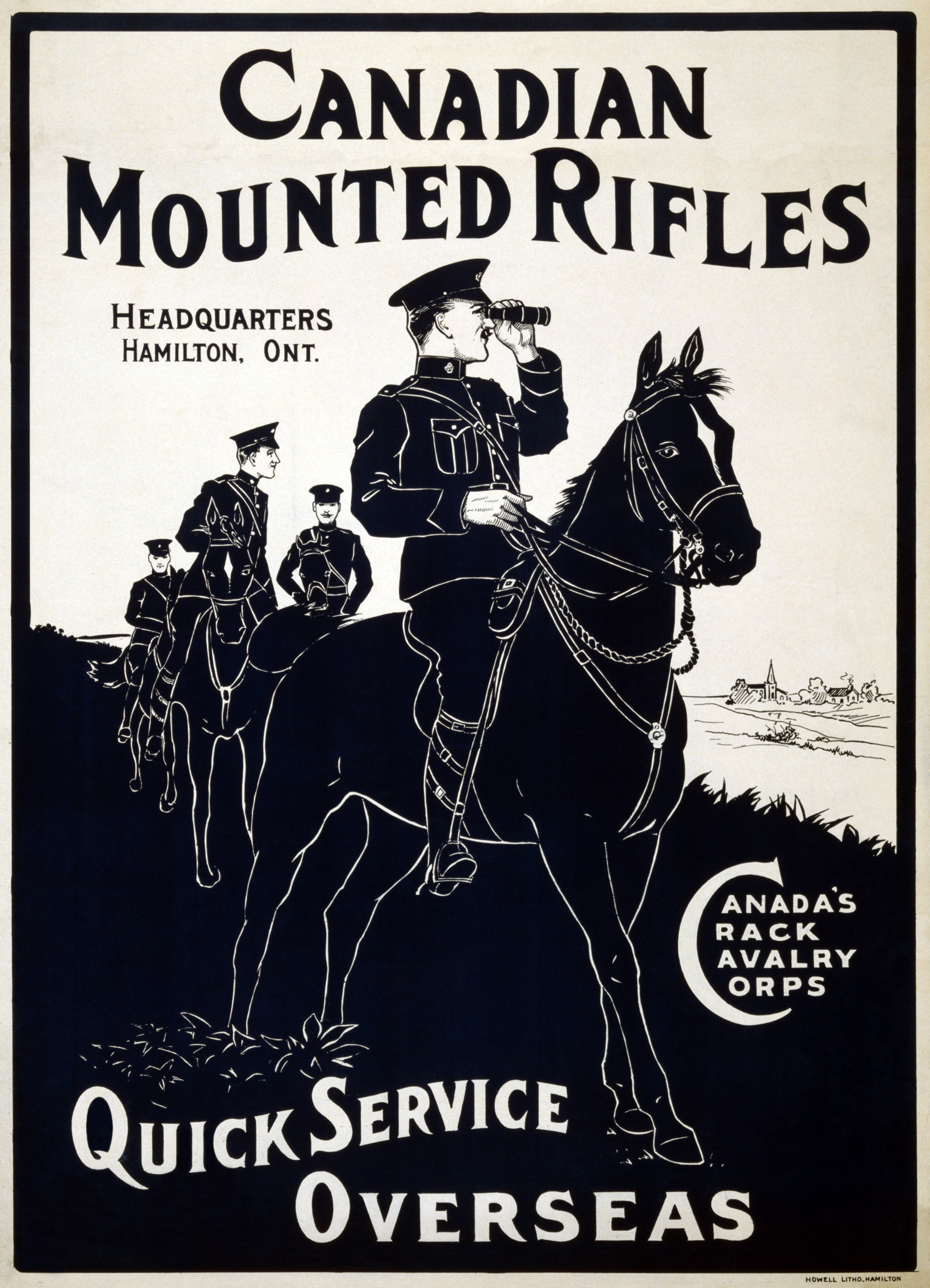
Affiche de recrutement de la Canadian Mounted Rifles (1914-1918).

### Héritage du passé
La Première Guerre mondiale est le seul conflit majeur de la transition entre la guerre classique et la guerre blindée moderne. De ce fait, les états-majors n'ont pas anticipé l'obsolescence de la cavalerie face à la nouvelle artillerie et aux chars d'assaut. Durant les années précédant l'attentat de Sarajevo, les chevaux sont considérés comme indispensables pour l'attaque dans toutes les armées grâce aux charges, mais aussi pour le transport des vivres, des hommes, de l'armement et surtout des canons ou mitrailleuses. Le nombre total d'équidés utilisés par les différents pays impliqués est estimé à plus de huit millions. Contrairement à une opinion populaire répandue, dans les armées des pays occidentaux et anglo-saxons, la majorité de ces chevaux ne servent pas au combat mais plutôt au soutien logistique.
Avant la guerre, de nombreux tacticiens britanniques, n'appartenant pas aux unités de cavalerie, prennent conscience que les évolutions techniques vont signer la fin prochaine de l'utilisation du cheval sur le champ de bataille. Cependant les états-majors s'opposent généralement à cette idée et refusent de croire en cette obsolescence, raison pour laquelle la grande majorité des régiments de cavalerie sont conservés jusqu'à la guerre malgré leur utilité limitée. De ce fait, des ressources précieuses sont utilisées pour entraîner et maintenir actives ces divisions, alors que leurs missions sont peu fréquentes. De plus, l'insistance avec laquelle les commandements continuent à ordonner les charges de cavalerie comme manœuvre tactique contribuent à de nombreuses pertes d'hommes et de bêtes dans des attaques peu fructueuses contre les mitrailleuses ennemies.

### Conséquences tactiques et stratégiques
Dans les premiers mois de la guerre, les troupes montées sont beaucoup utilisées pour la reconnaissance ou pour des escarmouches, fréquentes sur plusieurs fronts. La cavalerie britannique est entraînée à se battre autant à pied qu'à cheval, ce qui n'est pas le cas de la majorité des autres belligérants, encore très liés aux charges et tactiques de choc. Quelques exemples de chocs réussis ont lieu sur le front de l'Ouest, où les divisions de cavalerie fournissent une puissance de feu mobile importante. Au début de l'année 1917, les cavaliers sont déployés parallèlement aux chars d'assaut et aux aéronefs, notamment lors de la bataille de Cambrai où ils sont censés exploiter les failles dans les lignes ennemies afin de s'y engouffrer, action que ne peuvent réaliser les chars, encore très lents. Cependant le résultat n'est pas probant, du fait d'occasions manquées et de l'utilisation de mitrailleuses par les forces allemandes. À Cambrai, les armées de Grande-Bretagne, du Canada, d'Inde et d'Allemagne utilisent des troupes montées. Elles sont encore déployées plus tard, notamment pour harceler en 1918 les Allemands en retraite, durant l'offensive des Cent-Jours, où cavalerie et chars participent aux mêmes combats. À la différence du front de l'Ouest où son utilité est limitée, « la cavalerie est littéralement indispensable » sur les fronts de l'Est et du Moyen-Orient.
De grands changements dans l'utilisation tactique des chevaux sont opérés, l'amélioration des armements rendant les charges frontales inefficaces. Bien qu'elle ait été employée avec succès en Palestine durant la troisième bataille de Gaza et la bataille de Megiddo, l'utilisation des tranchées, barbelés et mitrailleuses rend la cavalerie traditionnelle désuète. Les chars de combat commencent à se développer en balayant toutes les contraintes techniques et stratégiques que peuvent avoir les montures, raison pour laquelle à la fin de la guerre toutes les puissances militaires initient un processus global de mécanisation. La majorité des régiments sont convertis en régiments de blindés ou dissous,. L'historien G. J. Meyer écrit que « la Grande Guerre mena à la fin de la cavalerie ». Depuis le Moyen Âge et jusqu'au début du XXe siècle, elle a toujours dominé les champs de bataille. Dès la guerre de Sécession, sa valeur n'a de cesse de décliner corrélativement à la montée en puissance de l'artillerie. Le front de l'Ouest de la Première Guerre mondiale montre clairement qu'elle est devenue inutile face aux armes modernes, en plus du fait que son transport et sa logistique sont difficiles. Néanmoins, les officiers de cavalerie britanniques, bien plus que leurs homologues continentaux, persistent dans l'utilisation et le maintien de ces unités, croyant qu'elles sont utiles pour exploiter les failles dans l'infanterie ou pour lancer des percées, et qu'elles finiront par être capables de faire face aux mitrailleuses. Bientôt, aucune de ces convictions n'est confortée dans les faits. Les chevaux sont alors surexploités et on leur demande, par exemple, de parcourir 180 km en trois jours, sans un seul repos. À la fin du mois de septembre 1914, deux mois seulement après le début des hostilités, on compte déjà plus de 10 000 bêtes mortes d'épuisement.

### Empire britannique

#### Royaume-Uni

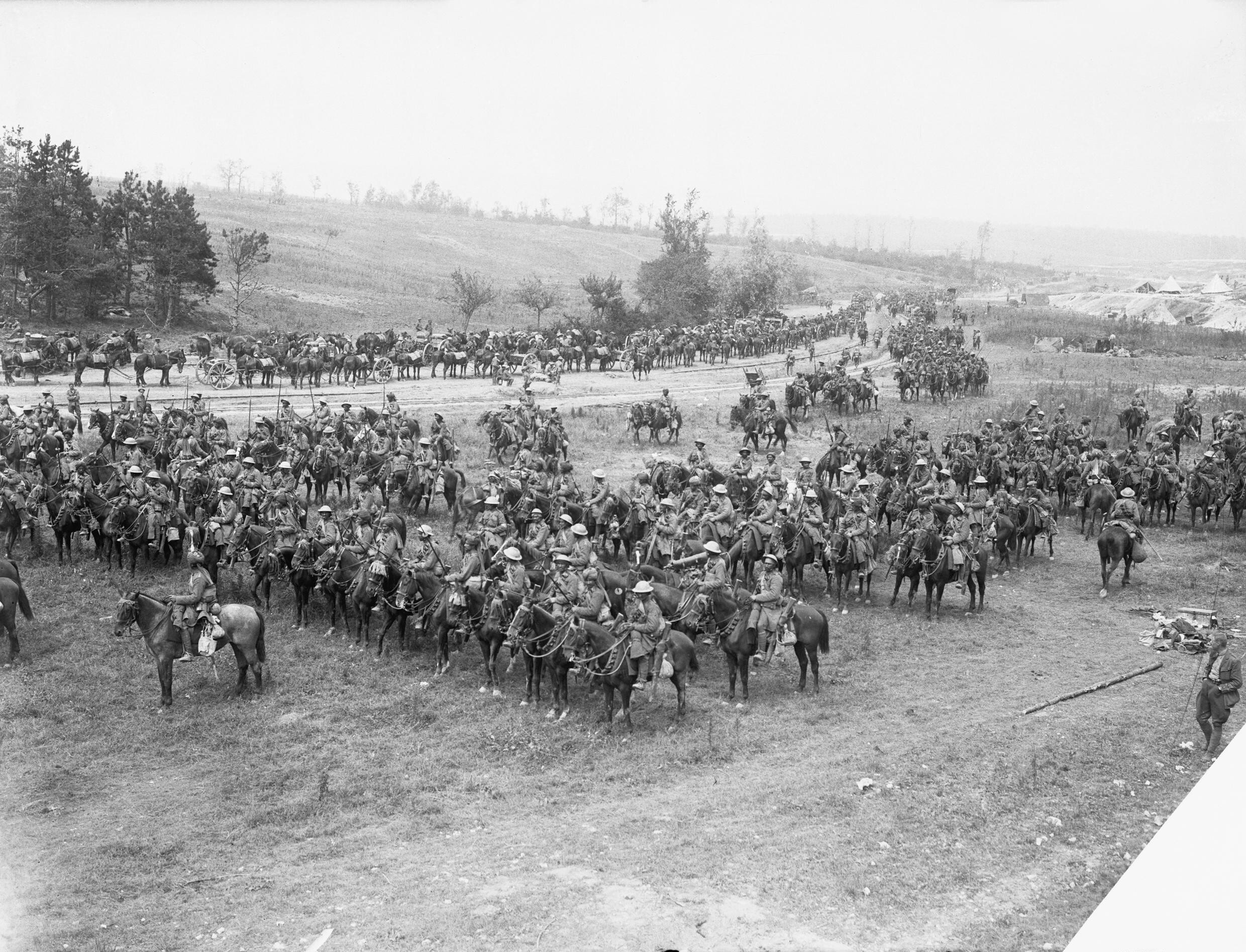
Mise en rang du en durant la bataille de la crête de Bazentin en 1916.

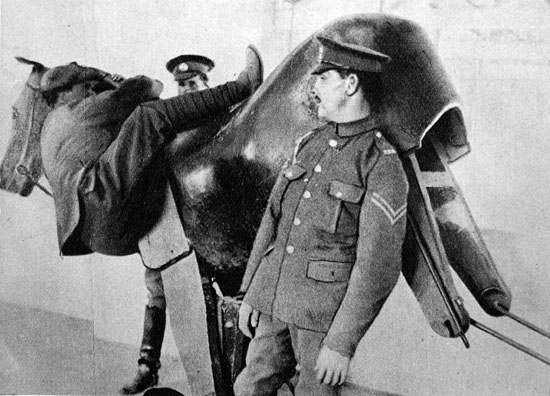
Simulateur pour la formation des cavaliers britanniques, avant 1915.

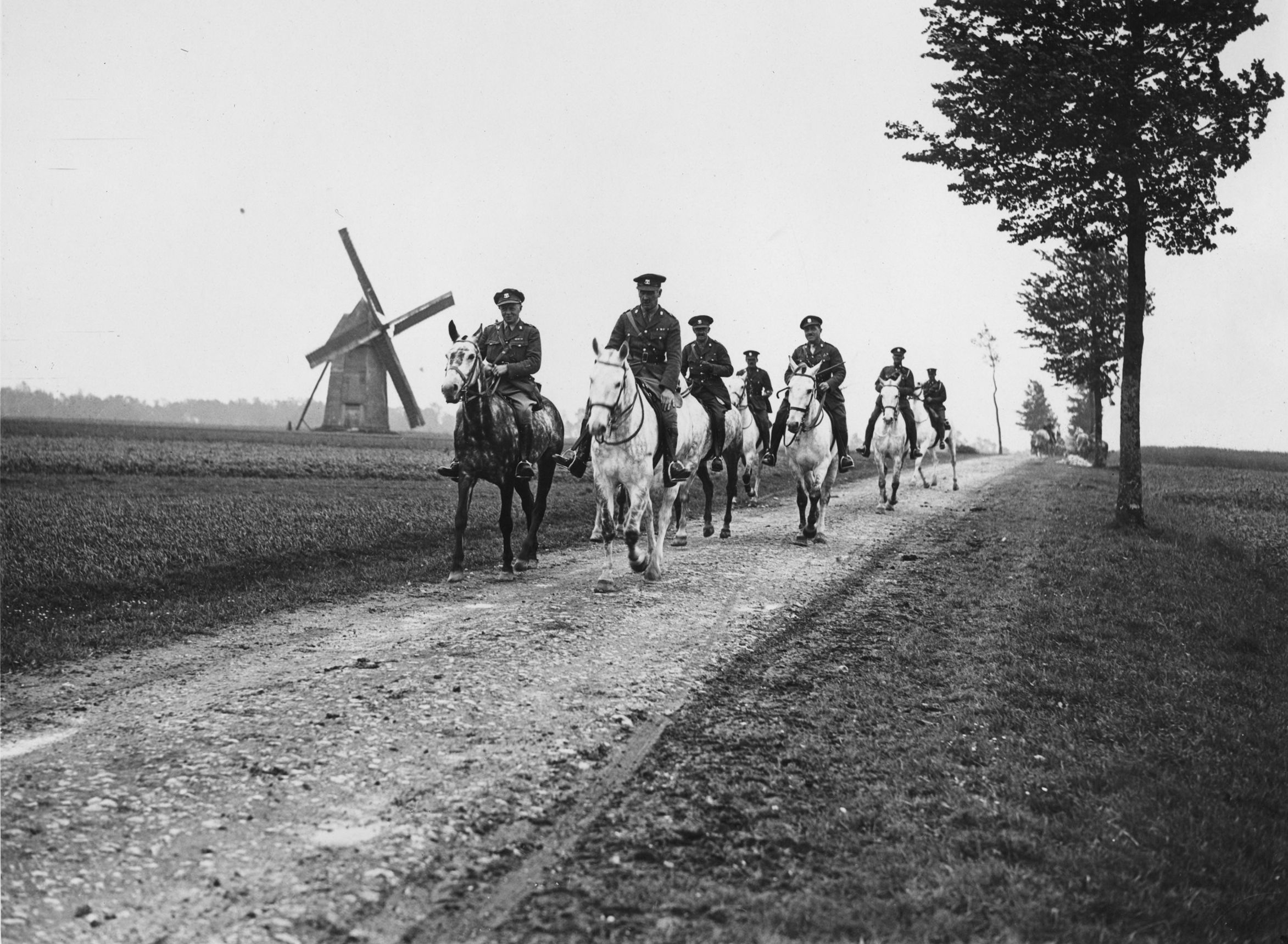
Cavaliers des en en 1918.

Après avoir vu les exploits des unités montées des Boers en Afrique du Sud durant la seconde guerre des Boers entre 1899 et 1902, la Grande-Bretagne augmente ses réserves de cavalerie. Elles sont utilisées dès les premiers jours de la Première Guerre mondiale. Le 22 août 1914, le premier tir britannique en Belgique est effectué par un cavalier, Edward Thomas, des 4th Royal Irish Dragoon Guards à côté de Casteau, durant une patrouille la veille de la bataille de Mons. Dix-neuf jours après la première mobilisation anglo-saxonne, le 24 août 1914, le régiment du 9th Queen's Royal Lancers, mené par David Campbell, attaque des troupes d'infanterie allemandes avec un escadron du 4th Dragoon Guards. Campbell suit les ordres qui sont de charger les lignes ennemies, même s'il pense qu'il aurait été plus prudent de se battre à pied. Les Britanniques y perdent 250 hommes et 300 chevaux. Le 7 septembre, ses troupes attaquent une nouvelle fois, cette fois-ci face au Premier corps des dragons allemand, un autre régiment de lanciers. La même année, la Household Cavalry britannique accomplit son avant-dernière opération à dos de cheval, durant la Grande Retraite des Alliés. Après avoir atteint l'Aisne et la ligne de tranchées, les cavaliers se révèlent inefficaces. Alors que des divisions montées sont toujours formées en Grande-Bretagne, celles du front s'habituent rapidement à se battre à pied. Les Britanniques continuent d'en utiliser tout au long de la guerre, et en 1917, la Household Cavalry lance la dernière charge à cheval dans une attaque de diversion sur la Ligne Hindenburg, près d'Arras. Sur les ordres du Field Marshal Douglas Haig, les Life Guards et Horse guards, accompagnés par les hommes de la 10th Royal Hussars, attaquent sous les tirs massifs des mitrailleuses allemandes et à travers les fils de fer barbelé. Les hussards y perdent les deux-tiers de leurs hommes,. La dernière perte pour la cavalerie britannique avant l'armistice avec l'Allemagne est celle de George Edwin Ellison, de la troupe C du 5th Royal Irish Lancers, tué par un tireur d'élite, alors que son régiment se dirigeait vers Mons, le 11 novembre 1918.
En dépit de leurs piètres résultats en Europe, les chevaux s'avèrent indispensables pour l'effort de guerre du Royaume-Uni en Palestine, particulièrement sous le commandement du Field Marshall Edmund Allenby, dont la cavalerie représente une proportion importante des forces. La majorité de ses troupes ne font pas partie de l'armée régulière britannique, mais des Desert Mounted Corps, qui consistent en la combinaison d'unités australiennes, néo-zélandaises, indiennes et anglaises de régiments de Yeomanry de la Territorial Force, largement équipées comme des corps d'infanterie montée plutôt que comme des corps de cavalerie classique. Au milieu de l'année 1918, les renseignements turcs estiment qu'Allenby commande environ 11 000 cavaliers. Ses forces écrasent les armées turques en une série continue de batailles où les chevaux sont utilisés intensivement des deux côtés. Certains tacticiens voient ce recours massif comme une tentative de justification de l'utilité des troupes montées, mais d'autres soulignent que les Turcs sont deux fois plus nombreux à la fin de l'année 1918 et ne sont pas des troupes de première classe. Les équidés sont également utilisés par les officiers britanniques des Egyptian Camel Transport Corps, en Égypte et au Levant, durant la campagne du Sinaï et de la Palestine.

#### Inde

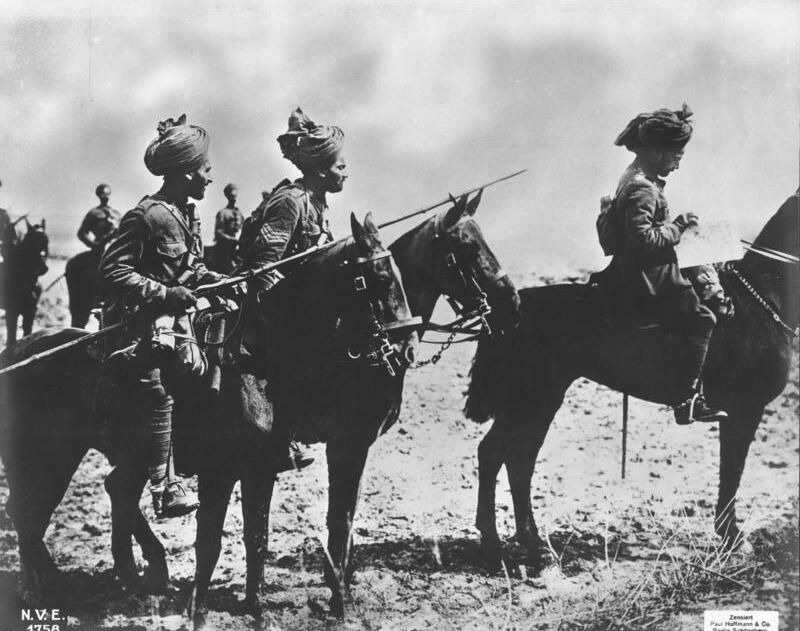
Cavalerie indienne sur le front de l'Ouest en 1917.

Tout au long de la guerre, la cavalerie indienne participe aux combats, autant sur le front de l'Ouest qu'à la campagne du Sinaï et de la Palestine. Les hommes des 1st et 2nd Indian Cavalry Division sont actifs sur le front de l'Ouest, notamment lors de la retraite allemande vers la ligne Hindenburg et la bataille de Cambrai,. Une charge de la 5e brigade de la première division est réussie à Cambrai, bien qu'elle ait été dirigée contre une position fortifiée défendue par des fils barbelés et des mitrailleuses. Ce succès reste tout de même exceptionnel. Plusieurs divisions rejoignent les troupes d'Allenby au printemps 1918, après avoir été transférées depuis le front Ouest.

#### Canada

Le régiment royal de Terre-Neuve franchissant le Rhin pour se rendre en Allemagne, le 13 décembre 1918.

Quand la guerre débute, le Lord Strathcona's Horse, un régiment de cavalerie canadien, est mobilisé et envoyé en Angleterre dans un camp d'entraînement. Il sert en tant qu'infanterie dans les tranchées françaises en 1915, et ne reprend pas son statut de régiment monté avant le 16 février 1916. Lors de la défense du front de la Somme en mars 1917, les troupes montées sont mises à contribution, ce qui vaut au lieutenant Frederick Harvey de recevoir la croix de Victoria. Les unités canadiennes ont en général les mêmes difficultés que celles des autres nations pour briser les lignes ennemies et sont, de ce fait, peu utilisées sur le front. Cependant, au printemps 1918, la cavalerie canadienne est essentielle dans l'opposition à la dernière offensive majeure de l'Allemagne. Le 30 mars 1918, elle fond sur les positions allemandes à la bataille du bois de Moreuil, et inflige une défaite à une force supérieure en nombre et soutenue par des mitrailleuses. La charge de la Lord Strathcona's Horse est menée par Gordon Flowerdew, à qui est décernée la croix de Victoria à titre posthume pour cette action. Les Allemands, au nombre de 300, finissent par se rendre, mais les trois-quarts des cent hommes ayant participé à l'attaque sont tués ou blessés,.

#### Australie et Nouvelle-Zélande

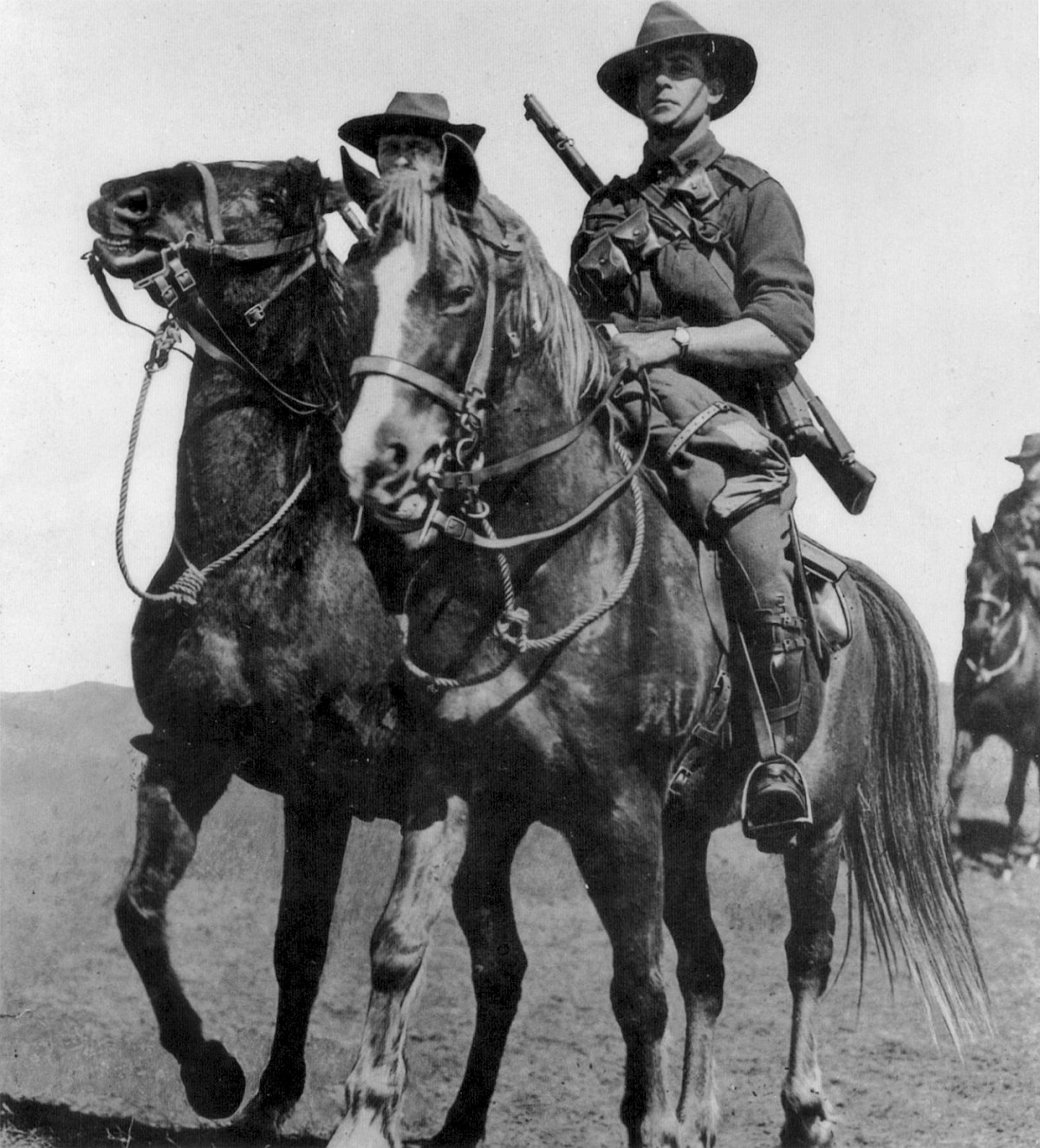
Chevau-légers de len, en 1914.

La division montée de l'ANZAC est formée en Égypte en 1916, et composée de quatre brigades des Australian and New Zealand Army Corps (ANZAC), ainsi que de la New Zealand Mounted Rifles Brigade. Toutes ont participé à la bataille des Dardanelles en tant qu'infanterie. Les hommes de la division engagent le combat contre les troupes turques, au canal de Suez, au milieu de l'année 1916, et s'emparent des places fortes importantes aux batailles de Magdhaba et de Rafa, au début de l'année 1917. Ils participent aux première, seconde et troisième batailles de Gaza en 1917 et en 1918 mènent des raids au-delà du Jourdain, aidant à la prise d'Amman et faisant 10 300 prisonniers en neuf jours, avant de réoccuper les Dardanelles en décembre.
La division est munie de fusils à baïonnettes et de mitrailleuses, utilisant généralement les chevaux comme moyen de transport rapide de matériel. Chaque unité n'est pas composée de plus de quatre hommes, trois se battant pendant que le dernier s'occupe des montures. Ils se battent parfois à cheval : à la bataille de Beer-Sheva en 1917, les Australiens de la 4th Light Horse Brigade font ce qu'on appelle parfois « la dernière charge de cavalerie réussie de l'Histoire », quand deux régiments occupent les tranchées turques. Ils se mettent en formation dispersée afin d'éviter d'offrir à l'artillerie ennemie une cible facile, et galopent sur 3 km sous le feu des mitrailleuses, en étant seulement équipés de fusils à baïonnettes. Les premières lignes tombent, mais la majorité de la brigade parvient à sauter les tranchées turques pour atteindre le camp ennemi. Certains soldats mettent pied à terre pour se battre dans les tranchées, alors que d'autres continuent vers Beer-Sheva, pour capturer la ville et ses ressources en eau, alors vitales. Cette charge est « prépondérante dans la consolidation de la victoire d'Allenby [en Palestine] ».
Les Australiens montent essentiellement des Walers durant la guerre. Le lieutenant-colonel Preston, officier de cavalerie anglais, résume ainsi les performances de cette race dans son livre, The Desert Mounted Corps :

« (le 16 novembre 1917) Les opérations duraient alors depuis 17 jours pratiquement sans interruption, et il devint absolument nécessaire de faire reposer les chevaux. La Division de Cavalerie avait parcouru près de 170 miles (...) et de l'eau avait été donnée aux chevaux en moyenne une fois toutes les 36 heures (...) La chaleur avait également été intense et les maigres rations - 91⁄2 livres de grain par jour sans variété alimentaire - les avaient grandement affaiblis. En effet, les souffrances endurées par certains chevaux étaient presque incroyables. L'une des batteries de l'Australian Mounted Division avait été capable de donner à boire à ses chevaux seulement trois fois pendant les neuf jours précédents (les intervalles ayant été respectivement de 68, 72, et 78 heures). À l'arrivée, cette batterie avait déjà perdu huit de ses chevaux, morts d'épuisement, sans compter ceux tués dans le feu de l'action ou les blessés qui avaient dû être évacués. La majorité des chevaux du corps d'armée étaient des Waler et il n'y a aucun doute possible sur le fait que ces robustes chevaux australiens furent les meilleures montures du monde. »

### Europe continentale
Avant le début de la guerre, de nombreuses armées de l'Europe continentale considèrent encore que la cavalerie a une place vitale sur le champ de bataille. Juste avant 1914, la France et la Russie augmentent le nombre de leurs unités montées. Parmi les Empires centraux, l'Empire allemand crée, sur la même période, treize nouveaux régiments de fusiliers à cheval, pendant que l'Autriche-Hongrie augmente également ses forces et que le Royaume de Bulgarie prépare sa cavalerie en vue d'un conflit futur, mais aussi en raison des humiliations passées. À l'opposé, lors de l'invasion allemande en août 1914, les Belges n'en entretiennent qu'une seule division.

#### France

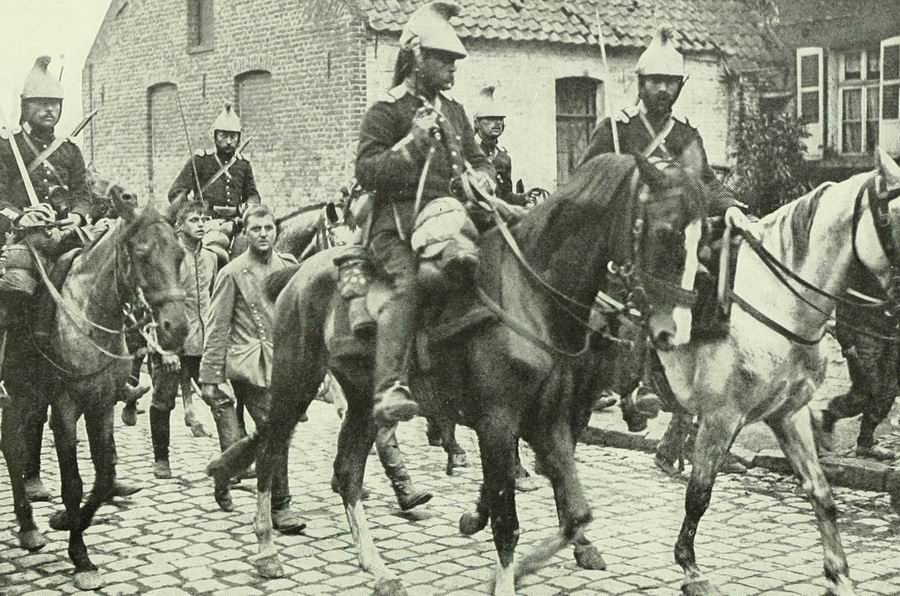
Escorte de prisonniers allemands par la cavalerie française, le 24 août 1914.

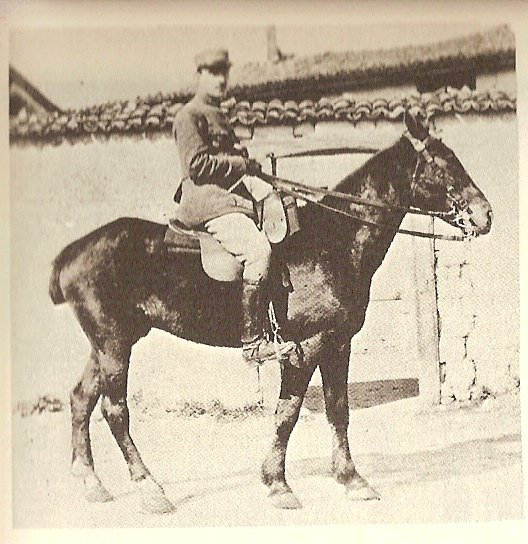
Pierre Vellones en uniforme sur Crapotte, son cheval de type cob, en 1915, alors qu'il est affecté au d'infanterie de ligne.

Les régiments montés français font face à des difficultés similaires à celles des Britanniques avec les chevaux sur le front de l'Ouest, les soins qui leur sont apportés étant eux-mêmes sources de problèmes. La première bataille de la Marne prouve l'inutilité de la cavalerie, et même celle du cheval de trait face aux fameux taxis de la Marne. Durant cette bataille, le général Jean-François Sordet est accusé de ne pas avoir laissé boire les bêtes pendant les périodes de grande chaleur,. L’état des chevaux, soumis à de nombreux déplacements, empire du fait de l’usure des fers et du port de la selle.
Selon les Anglo-Saxons, les Français ne sont pas des cavaliers accomplis : « Le cavalier français de 1914 se tient magnifiquement à cheval, mais ce n'est pas un bon connaisseur du cheval. Il ne lui vient pas à l'esprit d'en descendre chaque fois qu'il le peut, raison pour laquelle des milliers d'animaux souffrent de maux de dos »,. Fin août 1914, un sixième des chevaux français est inutilisable. Par la suite, les Français évitent d'y avoir trop souvent recours, comme lorsqu'en juin 1918 les lanciers chargent les lignes ennemies à pied, laissant les animaux au camp. Ils effectuent pourtant des actions significatives, comme le 30 mai 1918, lors de la seconde bataille de la Marne. Alors que la 74e division d'infanterie du général Charles de Lardemelle est refoulée sur Chaudun, le 4e escadron du 10e régiment de chasseurs à cheval, employé à des missions de liaison et de sûreté, doit effectuer une charge au profit du 299e régiment d'infanterie, en situation critique aux alentours de Ploisy. Sous les ordres du capitaine d'Avout, chargeant par surprise, ils refoulent des éléments de la 9e division bavaroise au prix d'un seul blessé. C'est l'une des dernières charges française à cheval.
Le 29 septembre 1918, la cavalerie légère d'Afrique du Nord offre l'une des dernières victoires de la Grande guerre à la France, à Uskub en Macédoine, où elle fait capituler l'ennemi. Après la rupture du front germano-bulgare par l’infanterie à Dobro Polje, le général en chef lance la brigade de cavalerie d’Afrique sur les lignes arrière ennemies, le 21 septembre au soir. La brigade est composée des 1er et 4e chasseurs d’Afrique et du 1er régiment de spahis marocains, montés sur 2 000 barbes. Leur objectif est Uskub, un nœud ferroviaire situé derrière le front. L'exploit réside dans le fait que ces 2 000 cavaliers traversent les montagnes de Macédoine culminant à 2 000 mètres, les 26, 27 et 28 septembre 1918, en passant par des sentiers de chèvres. Grâce à cette manœuvre d'infiltration et de contournement, la cavalerie légère investit et prend Uskub le 29 septembre. La retraite de l’armée allemande est coupée et elle capitule. La Bulgarie demande l’Armistice ce même jour. La brigade atteint le Danube, où  l’Armistice général l'arrête 50 jours plus tard. À propos de cette victoire, le général Jouinot-Gambetta écrit « Nos chevaux barbes se montrent admirables (pour grimper) la terrible pente ». Il a rassemblé et préparé cette cavalerie dans la région de Monastir en Tunisie ; les chevaux proviennent des établissements hippiques d’Afrique du Nord,,.

#### Empire russe

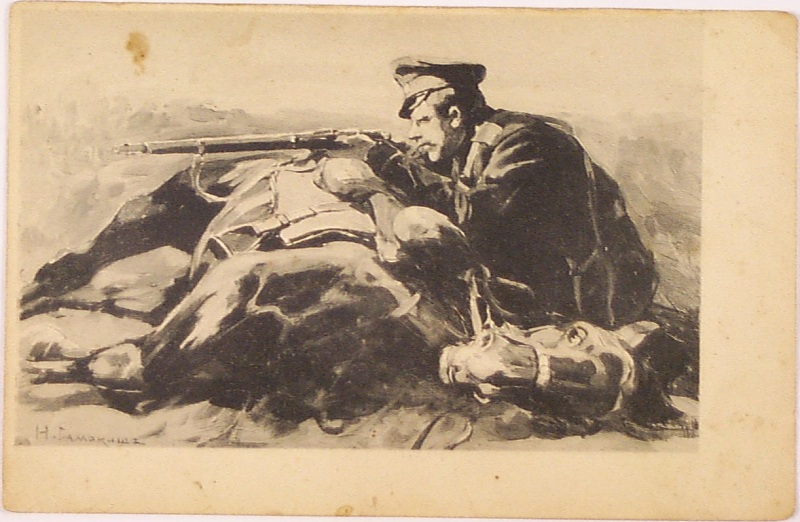
Carte postale de 1915 représentant un soldat russe caché derrière son cheval pour tirer.

La Russie possède trente-six divisions de cavalerie quand elle entre en guerre en 1914 et son gouvernement clame alors que ses cavaliers s'enfonceront profondément dans le cœur de l'Allemagne. Ils sont pourtant rapidement repoussés par les forces germaniques. En août 1914 à la bataille de Tannenberg, les troupes du maréchal Paul von Hindenburg et du général Erich Ludendorff encerclent la Seconde armée et écrasent les cosaques du Don, qui servent en tant que garde rapprochée du général Alexandre Samsonov. D'autres unités de cavalerie russes harcèlent avec succès les troupes austro-hongroises en pleine retraite en septembre 1914. Celles-ci perdent 40 000 des 50 000 hommes du XIVe corps tyrolien, dont fait partie le 6e régiment de fusiliers montés. Le transport des équidés crée des difficultés supplémentaires pour les Russes dont les infrastructures sont déjà mal en point, les grandes distances qu'elle doit parcourir la contraignant à utiliser le train. Il faut approximativement autant de trains, environ quarante, pour transporter une division de cavalerie de 4 000 hommes que pour transporter une division d'infanterie de 16 000.

#### Puissances centrales

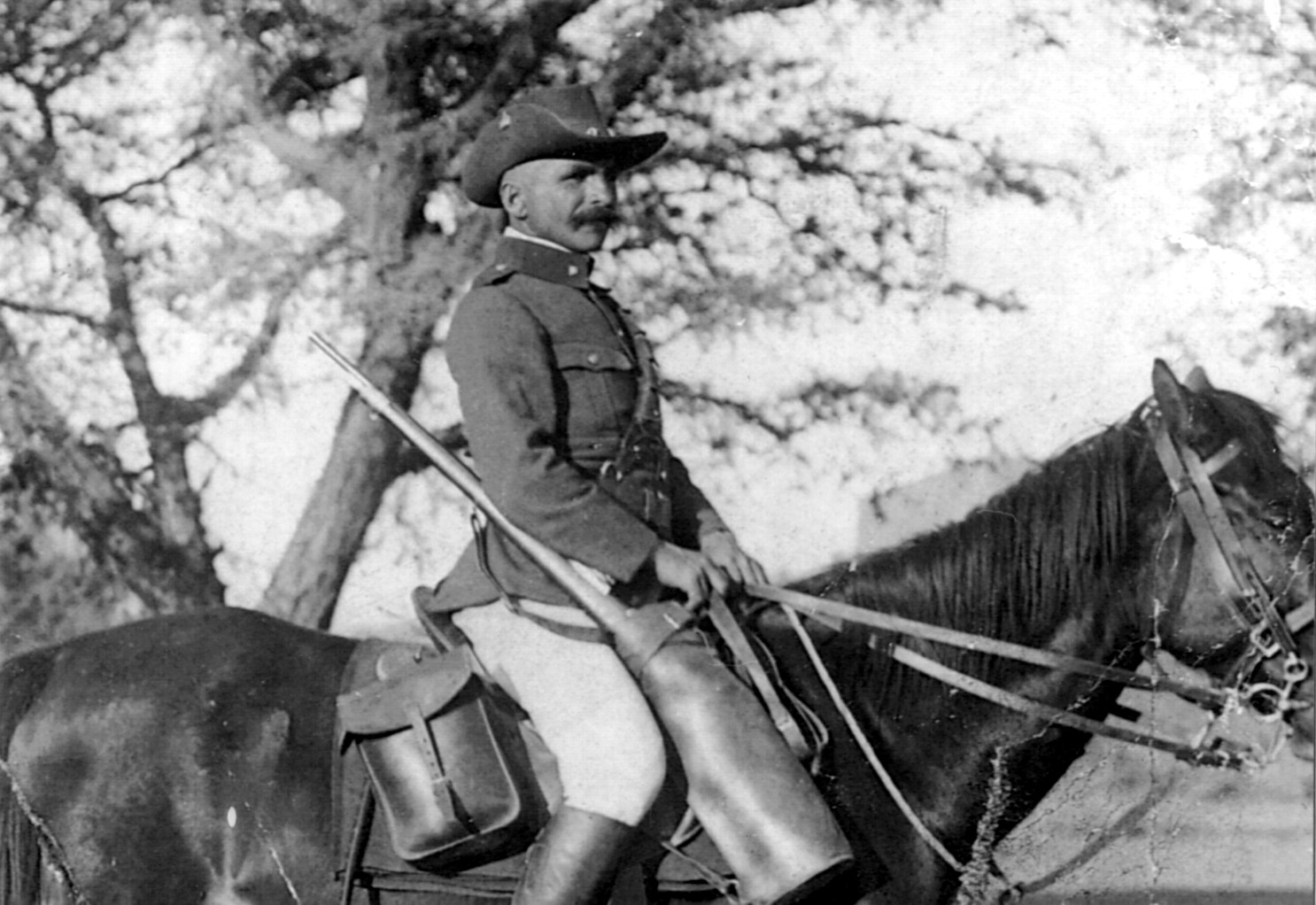
Sergent de cavalerie allemand en 1914, sur le front africain.

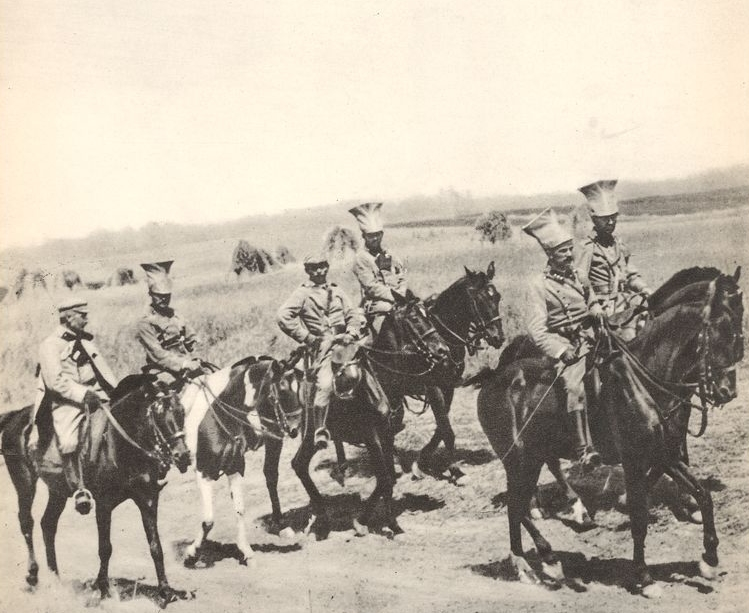
Cavaliers des légions polonaises sous commandement austro-hongrois, 1914-1917.

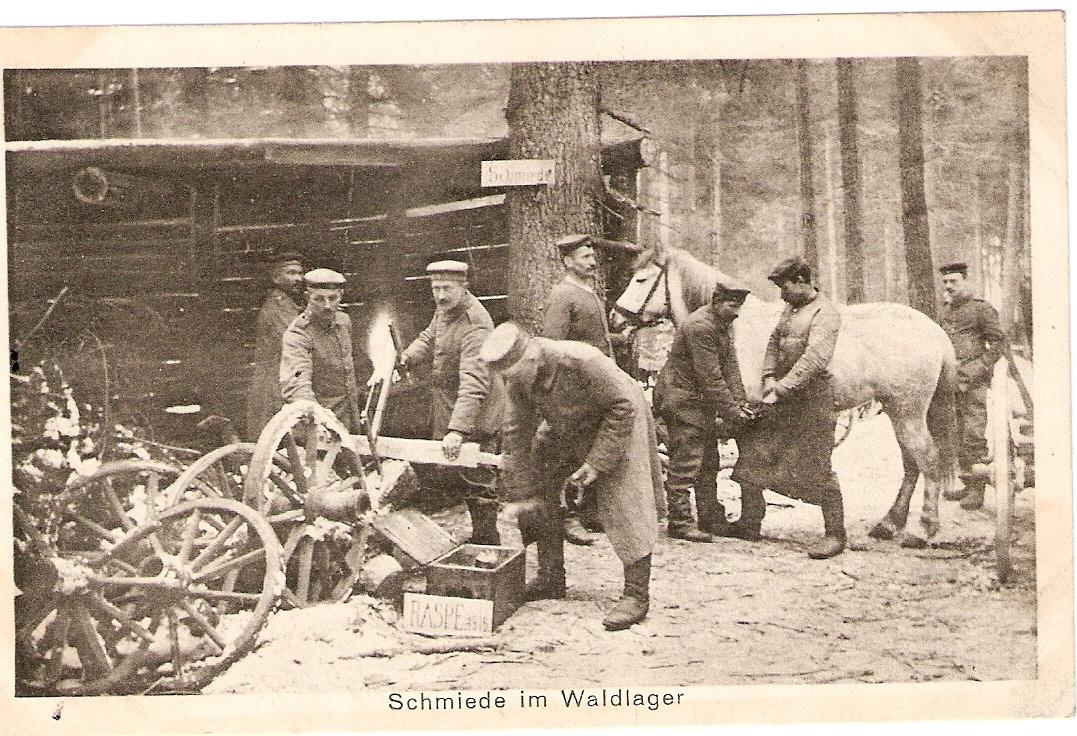
Maréchal-ferrant de l'armée allemande près de Przasnysz, 1915.

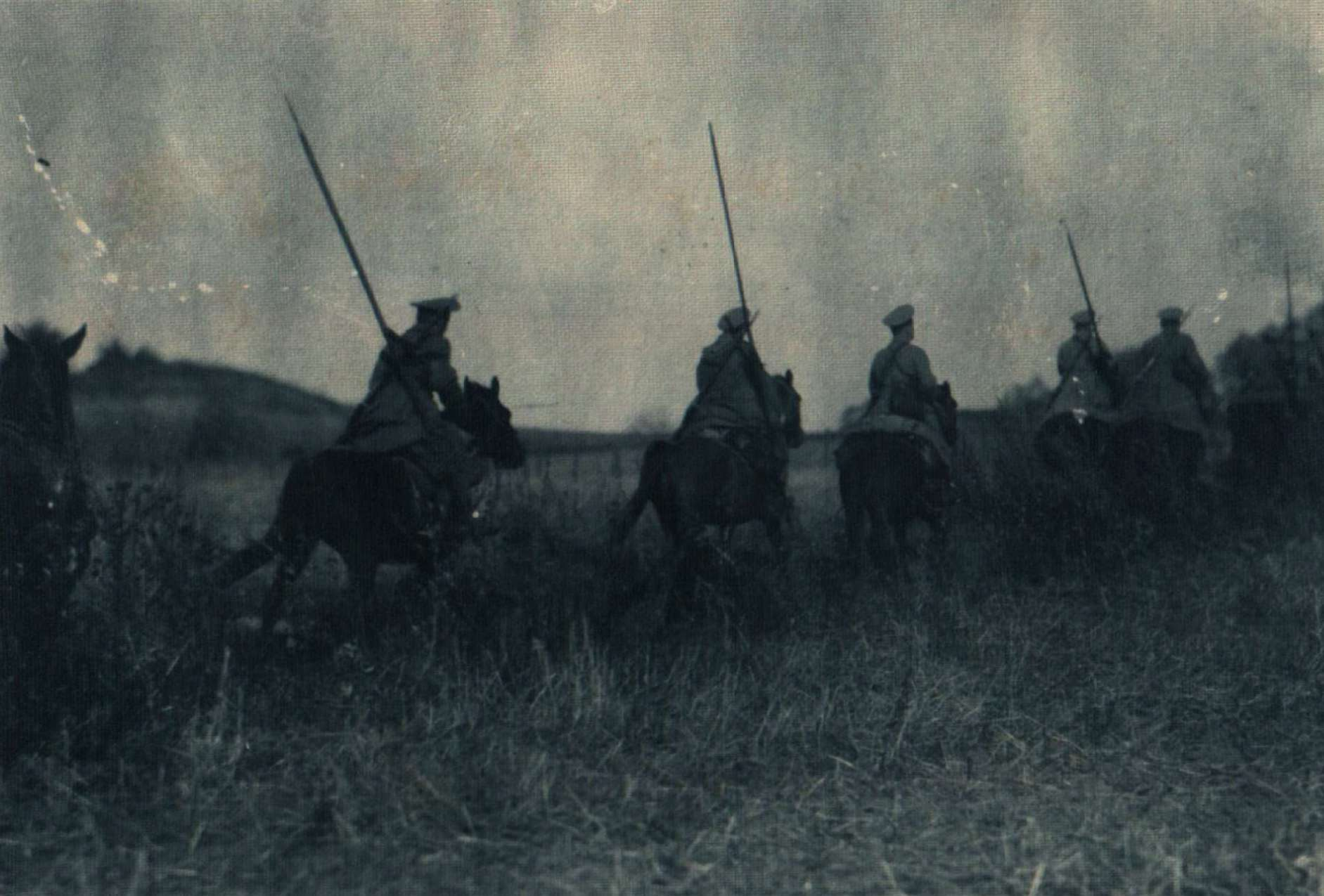
Cavalerie bulgare, 1915-1918.

Les puissances centrales doivent faire face aux mêmes problèmes tactiques et de transport que les Russes. L’Allemagne a au départ utilisé la cavalerie intensivement, notamment durant une bataille de lanciers contre lanciers avec les Britanniques à la fin 1914, et dans un engagement entre la Première brigade de cavalerie britannique et la Quatrième division de cavalerie allemande dans les prémices de la première bataille de la Marne, en septembre 1914. Cette échauffourée se termine « incontestablement par une défaite de la cavalerie allemande », en partie grâce à la batterie L de l'artillerie à cheval. Les Allemands arrêtent d'utiliser la cavalerie sur le front de l'Ouest peu de temps après le début de la guerre, en réponse aux changements tactiques et à la modernisation de l'artillerie des forces alliées. Ils continuent à s'en servir dans une certaine mesure sur le front de l'Est, notamment dans la reconnaissance du territoire russe au début de l'année 1915.
En temps de paix, la cavalerie de l'armée allemande ne compte qu'une division : la division de cavalerie de la Garde. 10 autres divisions sont créées par la mobilisation du 10 août 1914, chacune regroupant 3 brigades actives. Leur encadrement est plus réduit que celui des divisions d'infanterie. Chaque division doit opérer de façon autonome sans être intégrée à un corps d'armée. En fait, la cavalerie se révèle vite inadaptée aux conditions du conflit. En 1915, elle n'opère plus qu'en Courlande et en Lituanie. Elle est encore engagée sur le front roumain (1916-1918) puis pendant la conquête de l'Ukraine (1918). Le reste du temps, les unités de cavalerie ne sont plus employées que comme infanterie. En raison de la pénurie de chevaux, en octobre 1916, les 4e, 5e et 9e divisions sont démontées, suivies par les 6e et 7e en novembre 1917 et par la division de la Garde en mars 1918. Trois d'entre elles sont converties en « Schützen-Kavallerie Division », les 6e, 7e et Schützen de la Garde, dont le rôle se rapproche de celui de la Landwehr. Les 5e, 8e et 9e divisions sont dissoutes dans les premiers mois de 1918. En mai 1918, seules les 1re, 2e, 4e et la division de cavalerie bavaroise conservent leur appellation d'origine mais, en fait, ne font plus qu'un service de Landwehr. Une division de cavalerie du Nord est formée en septembre 1917 à partir de la 8e division : elle participe à la bataille de Riga et aux dernières opérations du front de l'Est.
Au 21 mars 1915, les 243 divisions de l'armée impériale allemande disposant d'un million de chevaux sont déployées ainsi :
- Front de l'ouest : 191 divisions (environ 3,6 millions d'hommes, 711 000 chevaux)
- Front de l'est : 47 divisions (environ un million d'hommes, 282 000 chevaux)
- Balkans : 2 divisions
- Zone intérieure ( Allemagne ) : 3 divisions

Les Austro-Hongrois sont forcés d'arrêter l'utilisation de la cavalerie à cause de défauts à grande échelle dans les équipements ; les selles des chevaux sont si mal conçues qu'elles râpent la peau du dos de ceux qui n'ont pas encore été endurcis par les campagnes. Seulement quelques semaines après le début des hostilités, la moitié de la cavalerie autrichienne est déjà inutilisable, l'autre moitié prenant le même chemin.

### Empire ottoman

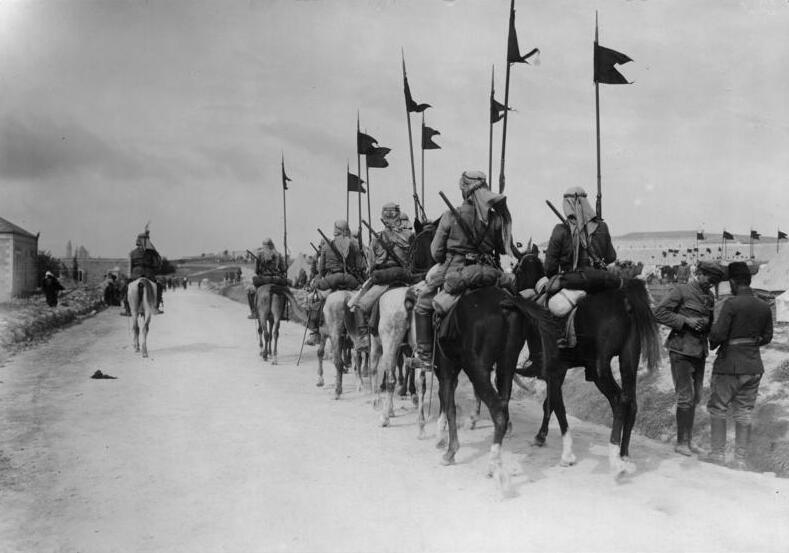
Cavalerie turque au sud de Jérusalem, avril 1917.

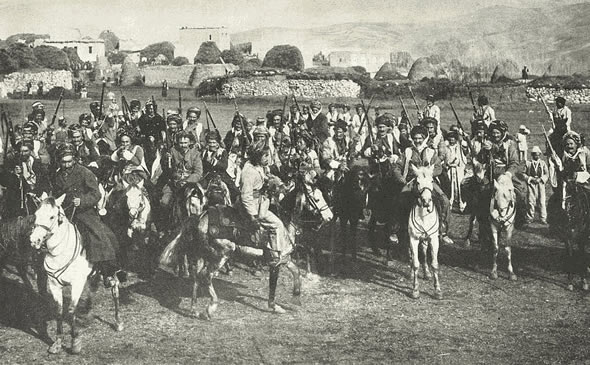
Cavalerie tribale kurde, juillet 1918.

En 1914, l'Empire ottoman démarre la guerre avec un seul régiment de cavalerie dans son armée de terre et quatre de réserve (redif) formés en 1912 et placés sous le commandement de la 3e armée. Ces régiments sont composés de Kurdes (Hamidiés), de paysans turcs et de quelques Arméniens. Leurs performances sont faibles, et en mars 1915 les forces qui ont survécu sont regroupées en deux divisions totalisant seulement 2 000 hommes et 70 officiers. Quelques jours plus tard, la consolidation des meilleurs régiments en une seule division et la dissolution des autres est décidée. Néanmoins, les unités de cavalerie sont utilisées par les forces ottomanes tout au long de l'année 1915, dans des combats avec les Russes lors de la campagne du Caucase, une unité échange même quelques coups de feu avec des sous-mariniers aux Dardanelles en début d'année. La cavalerie turque sert également dans des combats avec les Britanniques, notamment à la troisième bataille de Gaza fin 1917. Durant cette bataille, chacune des deux parties utilise les troupes montées en tant qu'appoint stratégique pour leurs armées. La cavalerie continue à être impliquée dans les engagements jusqu'en 1918, y compris dans des escarmouches près du Jourdain en marge de la bataille de Megiddo en avril et mai, que les Ottomans appellent les Première et Seconde batailles du Jourdain. En septembre 1918, les forces à cheval de l'armée régulière sont stationnées sur toute la ligne de front, et les seules unités de réserve opérationnelles restantes dans l'armée ottomane se limitent à deux divisions de cavalerie, l'une d'elles ayant été formée après les réorganisations de 1915.

### États-Unis

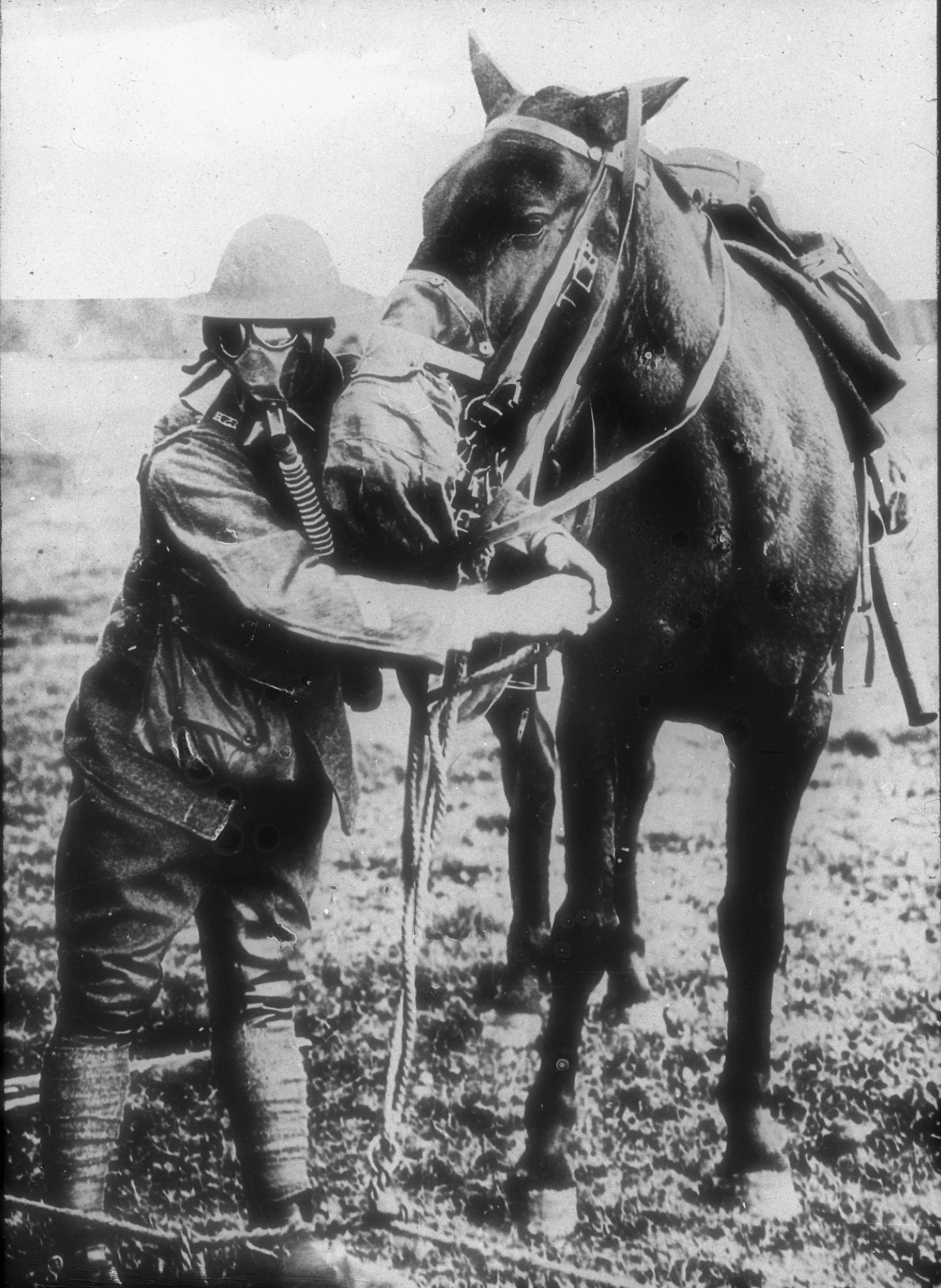
Un soldat américain présentant son masque à gaz et celui de son cheval.

En 1916, la cavalerie des États-Unis est composée de 15 424 hommes répartis en quinze régiments, incluant l'état-major, la logistique, les mitrailleurs et fusiliers. Juste avant leur entrée officielle dans la guerre, les Américains acquièrent une certaine expérience en 1916 et 1917 durant l'expédition contre Pancho Villa à Mexico. En mai 1917, un mois après la déclaration de guerre des États-Unis, le National Defense Act prend effet, créant du 18e au 25e régiment de cavalerie. Plus tard dans le mois en sont créés vingt supplémentaires. Cependant, les expériences britanniques du début de la guerre montrent que les tranchées ou les armes telles que l'artillerie et les mitrailleuses rendent leur utilisation difficile. De ce fait, le 1er octobre, huit des nouveaux régiments de cavalerie sont convertis en artillerie sur ordre du Congrès, et en août 1918, vingt unités montées supplémentaires de la National Army sont converties en 39 unités de mortiers et batteries d'artillerie. Certains bataillons des 2e, 3e, 6e et 15e régiments de cavalerie accompagnent les forces américaines en Europe. Ces soldats travaillent essentiellement en tant que palefreniers et maréchaux-ferrants pour le compte de l'artillerie, du corps médical et de la logistique. Ils ne prennent pas part au combat avant la fin du mois d'août 1918. Un escadron provisoire de 418 hommes et officiers, représentant le 2e régiment de cavalerie, et monté sur des chevaux en convalescence, sert pour la reconnaissance et la communication durant l'offensive de Saint-Mihiel. Le 11 septembre 1918, ces troupes traversent de nuit le no man's land et pénètrent le territoire derrière les lignes allemandes sur environ 8 km. Cette distance atteinte, ils doivent pourtant retourner en territoire allié. En dépit de sa participation à l'offensive Meuse-Argonne, l'escadron est retiré du front à la mi-octobre. Il ne compte alors plus que 150 hommes valides.

## Soutien logistique

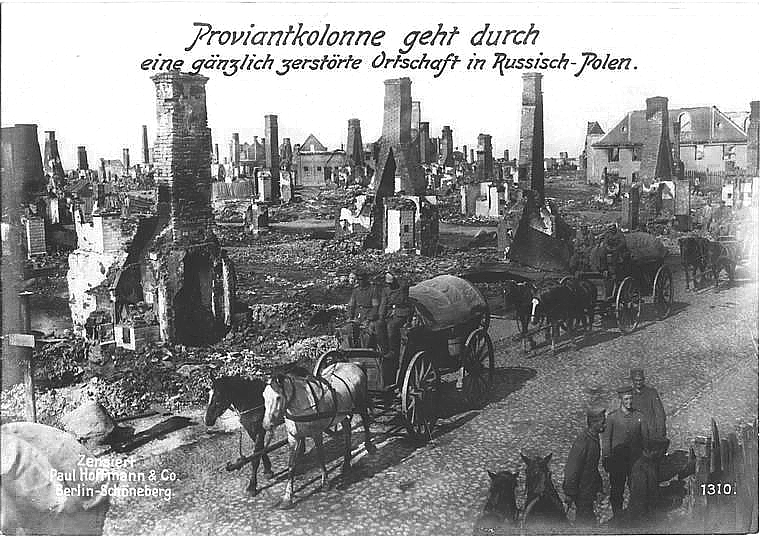
Convoi hippomobile de l'armée allemande traversant un village détruit en Pologne russe, 1914-1918.

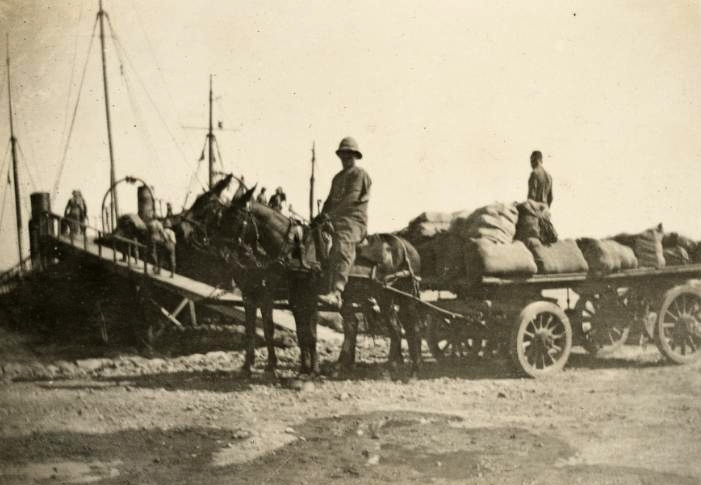
Des mules transportant du matériel durant la campagne de Gallipoli en 1915.

Bien que la cavalerie forme l'utilisation militaire la plus connue du cheval, traditionnellement, celui-ci ainsi que les ânes et mulets sont toujours employés pour porter les paquetages, le ravitaillement et les munitions, et tirer les pièces d'artillerie. Malgré les progrès des engins motorisés, le cheval demeure inégalable dès lors qu'il s'agit de se déplacer sur un terrain accidenté, et même à la fin de la guerre, sa valeur est intacte en ce qui concerne la logistique,. Les zones de boue profonde sur le front, causées par l'endommagement des systèmes de drainage et les inondations, rendent les équidés vitaux puisqu'ils sont les seuls capables d'amener provisions et munitions jusqu'aux tranchées dans ces conditions,. Après la bataille de la crête de Vimy en avril 1917, un soldat canadien déclare que « les chevaux avaient de la boue jusqu'au ventre. Nous voulions les attacher à une ligne de piquetage entre les roues des chariots durant la nuit, mais ils se seraient noyés avant le lendemain matin. Nous avons dû en abattre un assez grand nombre ».
En 1917 à la bataille de Passchendaele, les hommes du front pensent qu'à ce stade, « il était plus grave de perdre un cheval qu'un homme, parce qu'après tout, les hommes étaient remplaçables alors que les chevaux ne l'étaient pas ». En Grande-Bretagne, les montures ont tellement de valeur que si celle d'un soldat est tué lors d'une bataille ou meurt pour une quelconque autre raison, le soldat en question est tenu de lui couper un sabot et de l'amener à un officier supérieur pour lui prouver qu'il ne l'a pas simplement perdue.
Il arrive parfois que des leurres aux formes équines soient utilisés pour tromper l'ennemi quant à la localisation des troupes. Ils ont par exemple été utilisés avec efficacité par Allenby pendant ses campagnes sur le front de l'Est, surtout vers la fin de la guerre,.

### Train et ravitaillement

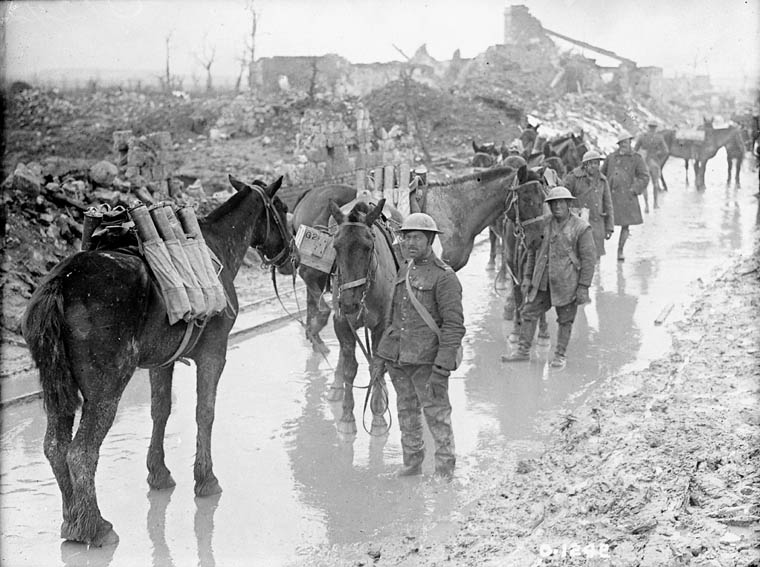
Chevaux de bât transportant des munitions pour le en à Neuville-Saint-Vaast, en France.

Les chevaux ont aussi pour mission de transporter les munitions et des approvisionnements entre les gares de chemin de fer de ravitaillement et les tranchées reculées, voire de tirer les ambulances. En France, où leur rendement se révèle nettement insuffisant, le train emploie 140 000 chevaux et mulets en 1914, tirant 50 000 véhicules hippomobiles, pour 9 000 véhicules motorisés. Ce nombre double fin 1915 et atteint, en 1918, 43 000 véhicules à moteur.
Au début de la guerre, les forces allemandes dépendent autant des chevaux qui tirent leurs cuisines de campagne que des wagons qui apportent les munitions et pièces d'artillerie. Le Royal Corps of Signals les utilise pour tirer les chariots, et la promptitude de ses messagers dépend de la vitesse des montures.

### Artillerie

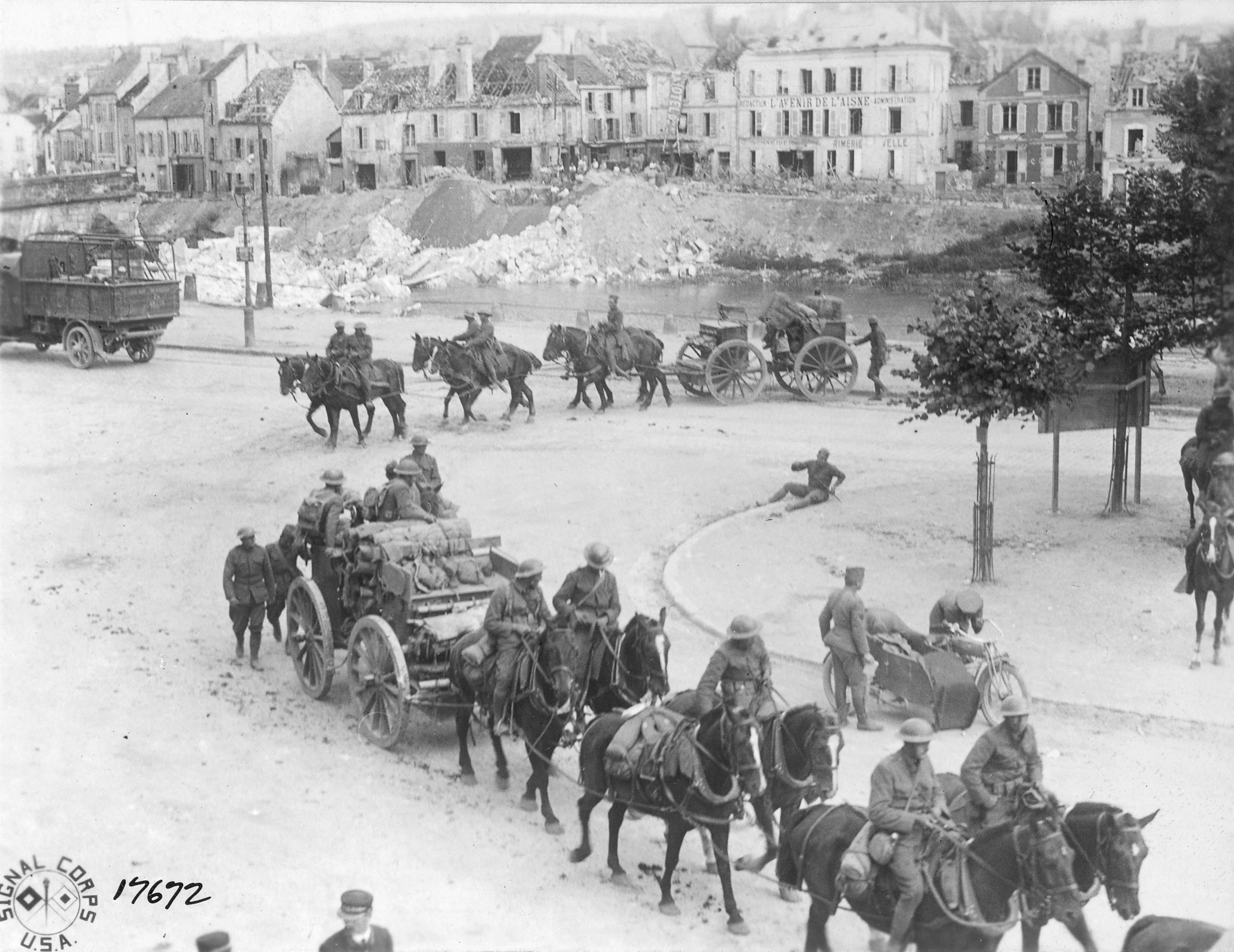
Attelages de len durant la bataille de Château-Thierry.

Des attelages de chevaux de trait permettent aussi d'acheminer les canons et leurs accessoires sur le champ de bataille. Ils rendent l'efficacité des régiments d'artillerie dépendante de leur vitesse. Des milliers d'entre eux sont employés à cette tache, pour laquelle il faut de six à douze bêtes par chariot. Durant la bataille de Cambrai, ils sont utilisés pour récupérer les canons capturés par les Britanniques dans le no man's land. Une fois, deux équipes de seize bêtes chacune ont même été créées dans ce but précis. Elles ont leurs propres équipements particuliers de sabots, selles et chaînes de tractions enveloppées pour réduire le bruit. Les équipes et leurs maîtres ont ainsi pu récupérer deux canons et les ramener vers les lignes britanniques, les chevaux ayant durant le trajet sauté une tranchée et attendu la fin d'un barrage monté par les troupes allemandes sur une route qu'ils étaient censés emprunter. En France, les canons de calibre 75 sont tractés par des équipes de six équidés, dont trois montés. Au fil de l'évolution de la guerre, les pièces d'artillerie se font plus lourdes et les équipages évoluent, passant à huit puis dix chevaux afin de tracter jusqu'à 7 tonnes. Ces équipages peuvent alors mesurer dix mètres de long, ce qui en fait des cibles faciles et peu maniables, et favorise la motorisation.

### Attaques chimiques et bactériologiques
Il existe des preuves de l'utilisation des chevaux par les Allemands comme cobayes pour leurs armes biologiques et chimiques. Les agents déployés sur le territoire américain sont suspectés d'avoir infecté la morve à des troupeaux entiers de bovins et équidés destinés à partir pour la France. Cette maladie peut être transmise aux humains et provoquer la mort. Des tactiques similaires sont utilisées par les Allemands contre les Russes, provoquant une détérioration de leur capacité à déplacer leur artillerie sur le front oriental, et par les Français contre les Allemands avec la maladie du charbon et la morve.
Les services vétérinaires des armées françaises et allemandes ont comptabilisé respectivement 60 000 et 30 000 cas de morve chez les chevaux durant la guerre sans qu'il soit possible de déterminer quelle est la part de l’origine naturelle et celle de l’origine volontaire. On sait, en revanche, que les épidémies qui se déclarent à bord de navires de transport voguant vers les ports alliés obligent ceux-ci à faire demi-tour avec, entre autres, 1 500 chevaux malades vers le Portugal, et 4 500 mulets vers l’Argentine.

## Approvisionnements
Les armées entretiennent un nombre réduit d'équidés en période de paix. En temps de guerre, la remonte militaire a besoin de jeunes chevaux de réserve et d'animaux adultes pour ses effectifs. Ces bêtes peuvent être obtenues de différentes manières : la réquisition, l'achat direct, l'importation, ou encore la capture. Le réapprovisionnement continuel en chevaux est un problème majeur durant la guerre. On estime à 6 millions le nombre de ceux qui ont été utilisés, une large partie d'entre eux ayant succombé.

### Forces alliées

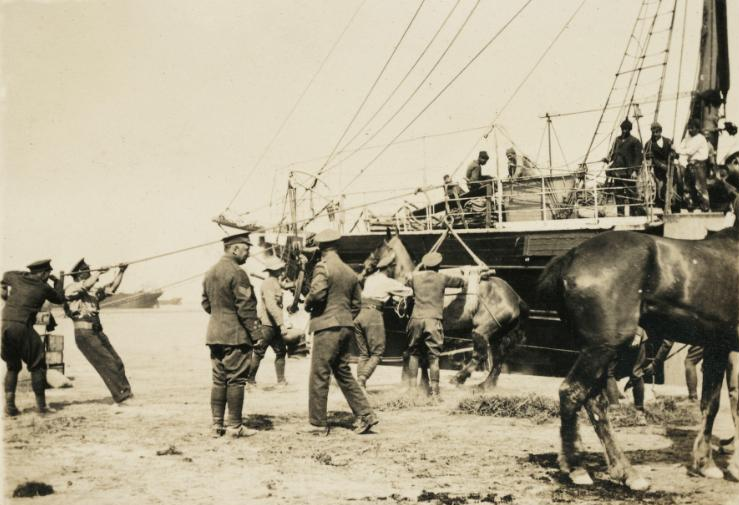
Déchargement de chevaux depuis un bateau à Gallipoli en 1915.

#### Approvisionnements français
En France et au début de la guerre, la majeure partie des chevaux ayant servi sur les champs de bataille et pour la logistique sont réquisitionnés aux habitants, qui « vivent parfois la perte de leur animal aussi vivement que la mobilisation des hommes ». Achats et réquisitions s'effectuent sur tout le territoire en fonction des ressources régionales. Bien que les chevaux de trait soient suffisants, leurs éleveurs ont déjà été amenés à réorienter leur production du fait du développement de la motorisation et des chemins de fer. La réquisition est précédée d'une visite par une commission de classement chargée de définir le meilleur emploi militaire des animaux. Chevaux et mulets sont concernés, mais pas les ânes.
Durant le mois d'août 1914, les armées françaises récupèrent 730 000 chevaux en métropole, 20 000 en Algérie, et 30 000 par l'importation, les réquisitions représentant un cinquième du cheptel total du pays. Ces animaux de travail ont une valeur affective pour leurs propriétaires qui, parfois, ne s'en séparent que sous la menace. Entre 1914 et 1917, la France recourt à l'importation pour la première fois de son histoire, achetant des mules en Espagne et des chevaux aux États-Unis et en Argentine, à hauteur de 30 % de l'effectif global. La pénurie engendre inévitablement du trafic de contrebande  et cette activité, traditionnelle en Cerdagne, région partagée entre la France et l'Espagne, prend alors une nouvelle dimension. Durant toute la guerre, quantités de mules de provenances diverses y franchissent la frontière en direction de l'Espagne pour ensuite repartir vers le nord via le col du Perthus lorsqu'elles étaient vendues à l'armée française.
La guerre sous-marine menée par les Allemands force l'arrêt des importations et une dernière réquisition de 150 000 bêtes intervint en 1918, avec la fin de la guerre de position. Rien que dans les régions du Nord et de l'Est, l'armée française emploie environ 700 000 chevaux. Leur présence est si dense que sur le front de la Somme, des milliers de bêtes cachent jusqu'à la couleur du plateau. Entre août 1914 et décembre 1918, les Français mobilisent environ 1 880 000 équidés, dont 150 000 mulets. Parallèlement, le cheval (tant de trait que de selle) n'a jamais été aussi présent dans le pays puisque le pic de population équine en France date de 1913, avec 3 222 080 bêtes recensées, ce qui explique ces forts effectifs mobilisés. Un dixième du million de chevaux présents en août 1914 est destiné à la cavalerie, le reste au soutien logistique. Ce nombre ne fait que diminuer au fil des quatre années suivantes, à cause des pertes et de la motorisation progressive.

#### Approvisionnements britanniques
Pour faire face à ses besoins croissants de chevaux, la Grande-Bretagne en importe d'Australie, du Canada, des États-Unis et d'Argentine, tout en réquisitionnant des animaux aux civils britanniques. Lord Kitchener ordonne qu'aucun cheval mesurant moins de 15 mains, soit environ 1,52 m, ne soit confisqué, accédant à la requête des enfants britanniques concerné par la santé de leurs poneys. Le Remount Service britannique, dans le but d'augmenter les réserves d'équidés potentiellement utilisables pour la guerre, fournit les services d'étalons de grande qualité aux fermiers possédant des juments aptes à la reproduction.

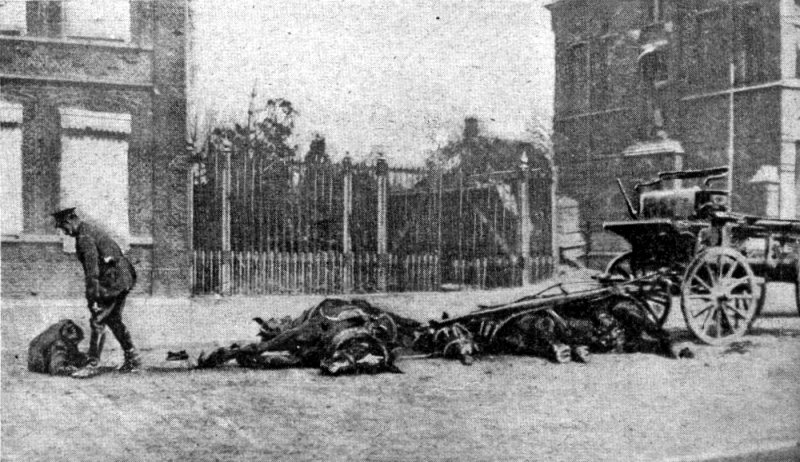
Quatre chevaux britanniques tués par un obus

En 1914, on estime que la population d'équidés en Grande-Bretagne oscille entre 20 000 et 25 000 individus. Ce faible nombre oblige le pays à faire appel aux importations américaines, avant même d'être entré officiellement en guerre,. Entre 1914 et 1918, les États-Unis envoient près d'un million de chevaux outre-mer, et 182 000 de plus sont envoyés avec les troupes américaines. Ce déploiement épuise sérieusement la population équine du pays : parmi ceux-ci, seulement 200 retournent aux États-Unis, alors que 60 000 ont été tués sur le champ de bataille. Au milieu de l'année 1917, la Grande-Bretagne a fourni 591 000 chevaux et 213 000 mules pour l'effort de guerre, ainsi que presque 60 000 chameaux et bœufs. Le Remount Department britannique dépense 67,5 millions de £ pour l'achat, l'entraînement et l'envoi des bêtes sur le front. Il devient pour cela un acteur majeur du commerce international d'équidés, agissant comme une multinationale de premier ordre, fournissant des chevaux au Royaume-Uni mais également au Canada, à la Belgique, l'Australie, la Nouvelle-Zélande, le Portugal et même à quelques occasions aux États-Unis. Le transport par bateau des bêtes entre l'Amérique et l'Europe est aussi cher que dangereux. Les responsables de l'American Expeditionary Force calculent qu'il faut presque sept fois plus de place pour transporter une tonne d'animaux que pour tout autre homme et matériel. Plus de 6 500 chevaux et mules meurent noyés ou tués par des obus allemands visant les bateaux alliés. La Nouvelle-Zélande perd, elle, environ 3 % des 10 000 chevaux embarqués durant la guerre.

#### Approvisionnements américains
Du fait de ces pertes importantes, même l'armée américaine, pourtant bien approvisionnée, fait face à un déficit de chevaux durant la dernière année de la guerre. Après que la 1re armée américaine, commandée par le général John Pershing, a poussé les Allemands hors de l'Argonne vers la fin 1918, elle fait face à une pénurie d'environ 100 000 bêtes, ce qui immobilise l'artillerie. Quand Pershing demande à Ferdinand Foch, maréchal de France, de lui fournir 25 000 animaux de plus, celui-ci refuse. Il est impossible d'en faire venir depuis les États-Unis puisque l'espace disponible sur les bateaux est limité, et les officiers supérieurs chargés du ravitaillement lui affirment que « la situation animale deviendra[it] rapidement désespérée ». Les Américains se battent cependant avec ce qui leur reste jusqu'à la fin de la guerre, étant dans l'impossibilité d'obtenir un ravitaillement suffisant de nouveaux animaux.

### Empires centraux

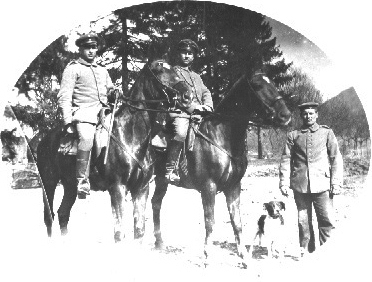
Deux chevaux dans un centre de repos ou d'instruction allemand à l'arrière du front français.

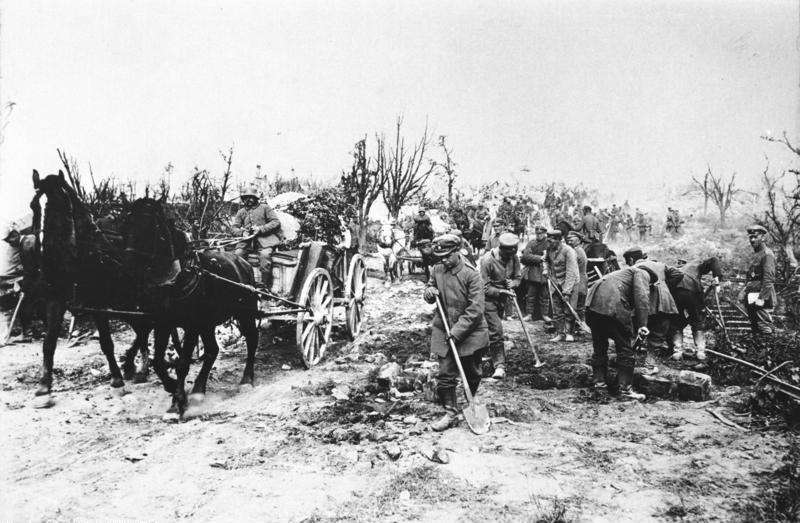
Un chariot de ravitaillement allemand en France en 1917.

Avant la Première Guerre mondiale, l'Allemagne augmente ses réserves de chevaux via la subvention versée aux haras et le paiement d'annuités aux éleveurs particuliers. Ce programme d'élevage est conçu spécialement pour fournir des équidés de grande qualité à la Deutsches Heer. Ces efforts, et l'utilisation par nature intensive des chevaux dans les conflits du début du XXe siècle, incite l'Allemagne à augmenter le ratio par soldat dans l'armée, passant de un pour quatre en 1870 à un pour trois en 1914. Cela permet aux Allemands d'avoir de nombreux chevaux prêts à l'emploi dès le début de la guerre. Ils sont considérés comme réservistes : leurs propriétaires sont chargés de les inscrire sur les registres, qui sont régulièrement mis à jour, avec leurs caractéristiques et leur localisation. Cela permet à l'armée d'y faire appel rapidement. Durant les premières semaines de la guerre, l'armée allemande mobilise 715 000 chevaux, et l'Autriche 600 000. Globalement, on estime que le ratio d'équidés par soldat pour l'ensemble des puissances centrales est de un pour trois,.
La seule possibilité offerte à l'Allemagne pour l'acquisition d'un grand nombre de chevaux après le début de la guerre est la conquête. Plus de 375 000 sont réquisitionnés sur les territoires français occupés par les Allemands pour intégrer l'armée. La capture de territoires ukrainiens en fournit 140 000 supplémentaires. Les Allemands s'avèrent incapables de s'approprier les chevaux de la famille royale belge, évacués à temps, même s'ils capturent assez de bêtes pour perturber les programmes agricoles et d'élevage du pays. Les bêtes utilisées pour le transport de biens sont aussi capturés, ce qui provoque une crise d'approvisionnement de combustibles l'hiver suivant, puisqu'il n'en reste plus assez pour transporter le charbon. Plus tard, les Allemands revendent aux enchères certains chevaux qu'ils ont capturés. Empêchés par les Alliés d'importer des montures, les Allemands se retrouvent à court vers la fin de la guerre, leur rendant le transport de matériel et d'approvisionnements difficile, ce qui contribue grandement à leur défaite.

### Types d'équidés choisis

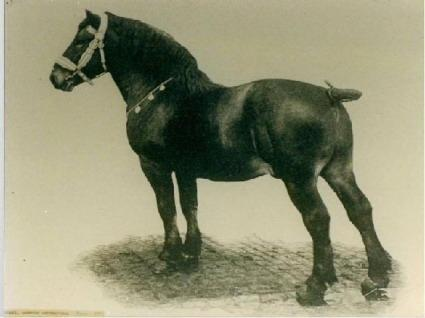
Cheval ardennais de type carrossier en 1900, proche des animaux recherchés pour la traction de l'artillerie.

Dans l'empire britannique, le déjà bien rare Cleveland Bay est intensivement utilisé dès le début de la guerre ; les membres les plus petits de la race servent au transport de troupes, quand les plus gros sont utilisés pour le transport de l'artillerie. La Nouvelle-Zélande constate que ceux dépassant 15,2 mains sont plus coûteux comparativement à leur productivité que les plus petits. Les Pur-sang de 15 mains et moins travaillent bien, tout comme les chevaux d'autres races ne dépassant pas 14,2 à 14,3 mains. Les plus forts issus du métissage font un travail acceptable lorsque celui-ci ne sort pas de l'ordinaire et que les rations sont copieuses, mais ils atteignent vite leurs limites lorsque ces rations deviennent moins importantes et que les journées de travail s'allongent. Les fusiliers qui montent de grands équidés souffrent également plus de la fatigue, du fait qu'ils sont plus souvent contraints de poser le pied à terre et de remonter à cheval. On constate également que les animaux utilisés pour des travaux préparatoires, notamment dans le transport d'artillerie, sont plus efficaces et ont une meilleure endurance lorsqu'ils sont de taille moyenne que lorsqu'ils sont grands avec longues jambes, et lourds.
En France, les animaux sont sélectionnés selon leurs performances au trot et au galop, le cheval d'artillerie devant être aussi efficace à l'attelage que sous la selle. Les haras nationaux proposent des étalons reproducteurs pour le cheval de guerre selon les critères de la Société du demi-sang. C'est pourquoi les demi-sang sont surtout utilisés pour la cavalerie, notamment le charolais, qualifié de « type accompli du cheval de guerre » et le cheval limousin, utilisé par les officiers de cavalerie. Les chevaux les plus près du sang sont attribués aux officiers, mais moins résistant que les bêtes plus rustiques.
La race ardennaise est utilisée pour le transport d'artillerie dans les armées française et belge. Leur calme et leur tolérance aux travaux difficiles, combinés à leur nature active et flexible, en font un cheval idéal pour cette tâche,. Leur élevage est tellement considéré comme utile et valorisé que lorsque les Allemands établissent leur Commission pour l'Obtention de Chevaux en octobre 1914 afin de capturer les équidés belges, il est spécifié que les Ardennais font partie de l'une des deux races les plus importantes, l'autre étant le trait belge. Le Percheron, tant celui de France que des États-Unis ou du Canada, est également connu pour son rôle dans la logistique et l'approvisionnement, et les milliers de morts qui en découlent chez la race. Au début de l'année 1916, les Britanniques importent plus de 400 percherons de pure race depuis la France pour l'usage militaire. Le peu de fanons que possèdent ces bêtes au bas des pattes les rendent plus simple à entretenir après les passages dans des environnements boueux.
Les mulets et les ânes sont également mis à contribution, surtout bâtés. Les Américains importent des mulets depuis leur pays de 1917 à 1918 ; et les attèlent à des véhicules hippomobiles, voire aux batteries de 75. Le mulet a l'avantage, par rapport au cheval, d'avoir le pied plus sûr en montagne et de mieux résister à la chaleur. Bâté, il porte jusqu'à 170 kg dans des conditions favorables. Les mulets permettent d'acheminer du matériel vers les tranchées des Vosges en passant par des sentiers. Près de Verdun, les ânes sont testés dans le train en juillet 1916, ils empruntent des passages non-carrossables avec 50 à 60 kg sur le dos. L'expérience étant un succès, les ânes sont utilisés sur d'autres théâtres d'opérations militaires. Afin d'éviter que leurs bruyants braiments n'alertent l’ennemi, leur lèvre supérieure est tranchée de haut en bas, sous une narine.

## Pertes et entretien
Je n'ai encore jamais entendu crier les chevaux et je puis à peine le croire. C'est toute la détresse du monde. C'est la créature martyrisée, c'est une douleur sauvage et terrible qui gémit aussi. Nous sommes devenus blêmes. Detering se dresse : Nom de dieu ! achevez-les donc ! [...] Je vous le dis, que des animaux fassent la guerre, c’est la plus grande abomination qui soit !

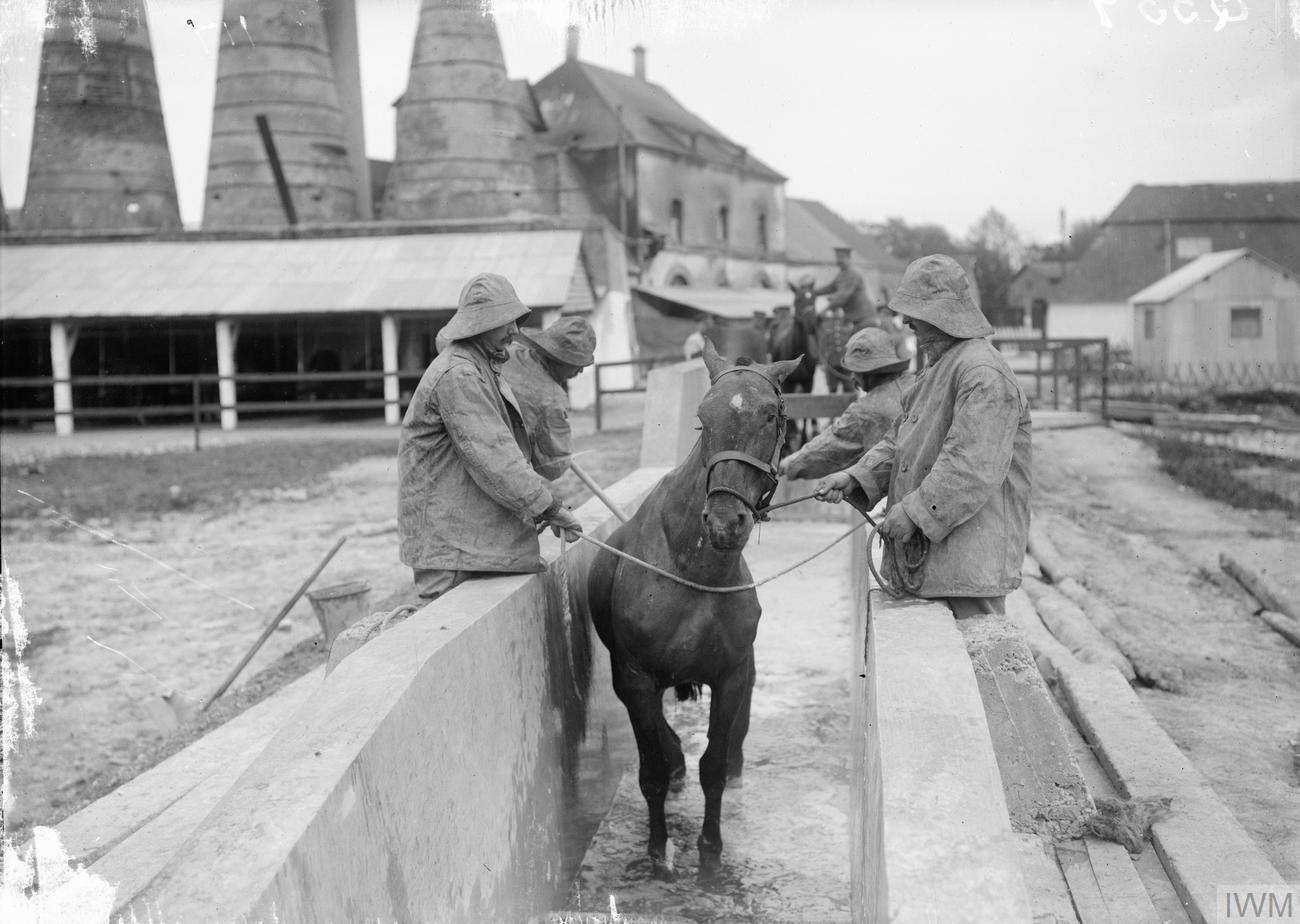
Un cheval subissant un traitement pour une dermatose dans un hôpital vétérinaire britannique, en 1916.

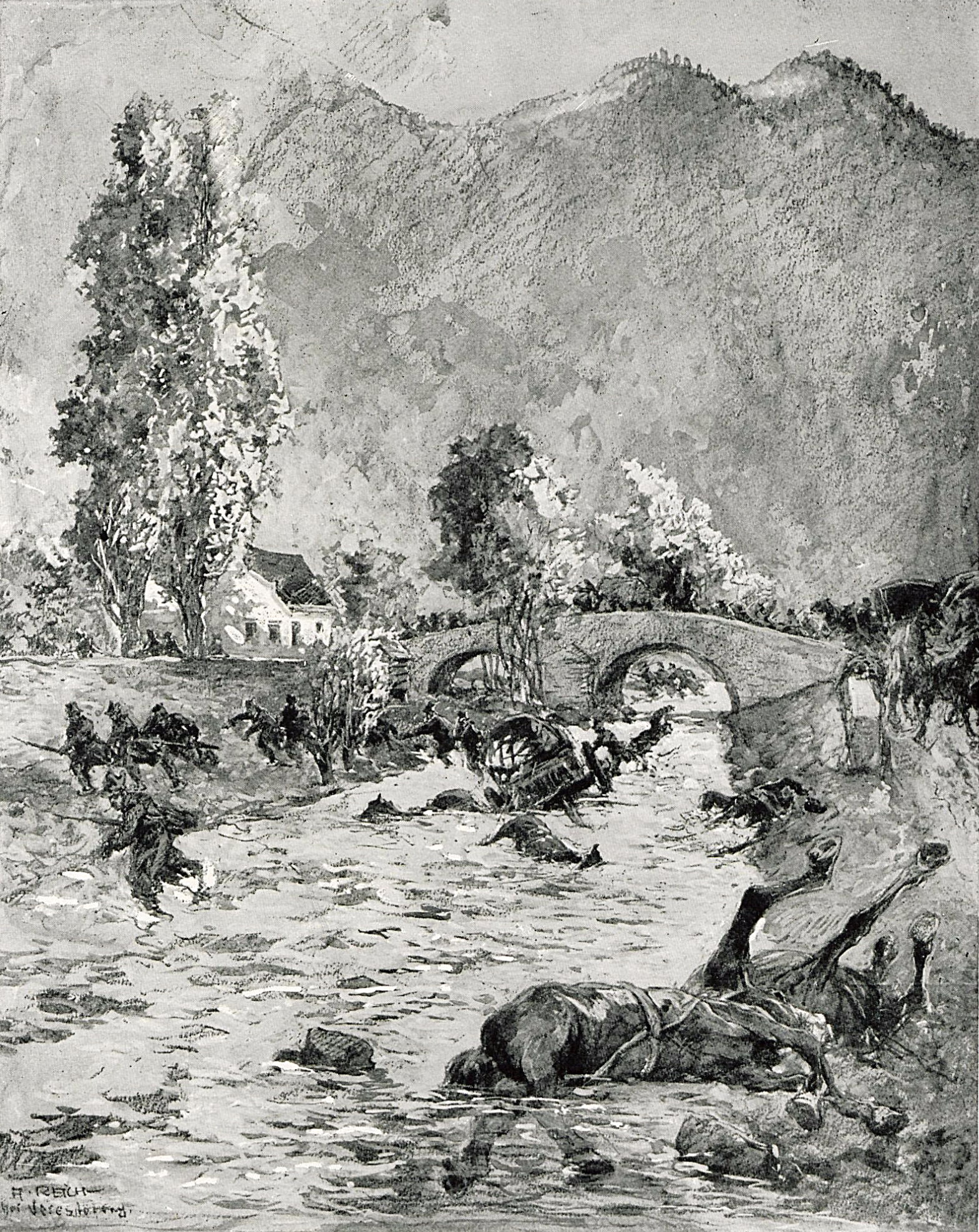
Assaut allemand et chevaux tués sur le front roumain, dessin d'Albert Reich, 1916-1917.

Les soldats découvrent que les chevaux des meilleures races ont plus de chance de souffrir d'obusite et réagissent moins bien à l'exposition et aux sons de la guerre que ceux de races moins prestigieuses, dont certains apprennent à s'allonger et se couvrir aux premiers sons de canons. Les morts dues aux combats représentent approximativement 25 % des pertes totales de montures entre 1914 et 1916, les maladies et les privations représentant le reste. Au total, plus d'un million de chevaux sont morts des conséquences de la guerre sur le seul front de l'Ouest. Les Allemands doivent exécuter certains équidés trop mal en point. Le taux de mortalité le plus élevé est en Afrique de l'Est, où pour l'unique année 1916 il représente 290 % du stock initial, pour la plupart dues à des infections provoquées par la piqûre de mouches tsé-tsé. En moyenne, la Grande-Bretagne perd environ 15 % (du stock militaire initial) de ses bêtes (tuées, portées disparues, décédées ou abandonnées) pour chacune des années de la guerre. Ce chiffre monte à 17 % sur le théâtre d'opération français. En comparaison, il s'élevait à 80 % pour la guerre de Crimée, 120 % pour la guerre des Boers et 10 % en temps de paix. À certaines périodes, jusqu'à 1000 nouveaux chevaux peuvent arriver en Europe par jour pour approvisionner les troupes britanniques, en remplacement des pertes subies.
En France, au moins 758 507 bêtes trouvent la mort durant la guerre, ce qui équivaut à plus de 80 % de l’effectif moyen global. À l’Armistice, il ne reste plus que 740 510 animaux recensés, 1 140 000 chevaux et mulets manquent à l'appel. Les cinq premiers mois de la guerre sont les plus meurtriers, mais la bataille de Verdun et les offensives franco-allemandes de 1918 provoquent elles aussi de lourdes pertes.
Certains équidés, s'étant effondrés du fait des privations, se noient dans de la boue qui arrive jusqu'aux chevilles de leurs cavaliers, puisqu'ils sont trop fatigués pour maintenir leur tête assez haute pour respirer. Les pertes équines sont spécialement élevées durant les guerres d'usure, comme à la bataille de Verdun en 1916 qui voit s'opposer Français et Allemands. En une seule journée au cours du mois de mars, 7 000 montures sont tuées par les bombardements longue portée de chaque côté, un tir français depuis un bateau en ayant abattu 97 d'un seul coup. En 1917, la Grande-Bretagne compte plus d'un million de chevaux et mules en service mais les conditions difficiles, notamment en hiver, entraînent des pertes importantes, particulièrement parmi les Clydesdales, la race la plus utilisée dans le transport des armes. Le Royaume-Uni perd plus de 484 000 chevaux, soit un pour deux hommes. Un petit nombre d'entre eux, 210, sont tués par des armes chimiques.
Beaucoup d'équidés sont morts du fait des conditions difficiles sur le front : épuisement, noyade, enlisement dans la boue et chutes dans les trous d'obus. D'autres sont capturés après que leurs maîtres ont été tués. Ils doivent également vivre avec des rations de nourriture et soins limités, des attaques chimiques qui atteignent leur système respiratoire et leur peau, provoquant notamment la gale. Quand les premières attaques au gaz commencent en 1915, des pinces-nez sont improvisés pour les montures pour leur permettre de respirer durant les attaques. Plus tard, plusieurs types de masques à gaz sont développés autant par les Alliés que par les puissances centrales,, même si les chevaux les confondent avec leurs sacs de nourriture et les détruisent. Des milliers de corps équins sont abandonnés sur le bord des routes du front de l'Ouest.

### Soins

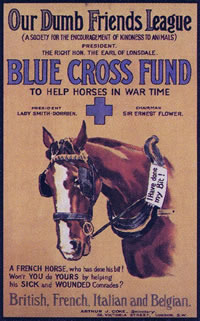
Affiche de en appelant à aider les chevaux de guerre, en 1916.

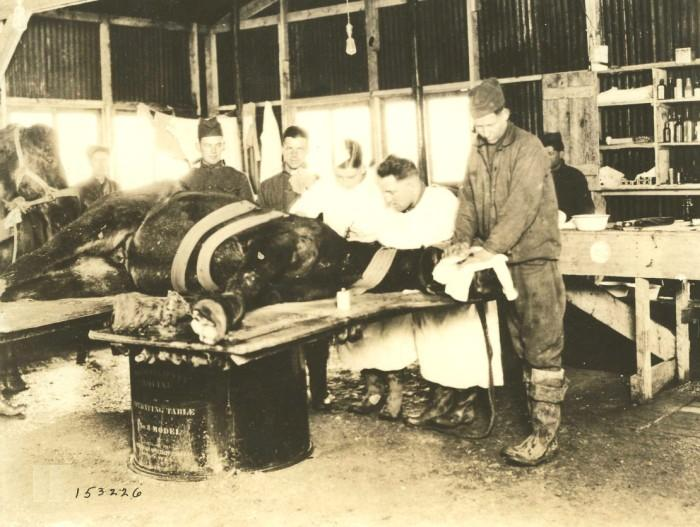
Opération d'un cheval blessé dans une ambulance vétérinaire de l'U.S. Army pendant la guerre.

Les chevaux font l'objet d'une attention de la part des vétérinaires comparable à celle apportée aux soldats par les médecins. Les combattants traitent leurs animaux de leur mieux, surtout ceux de l'artillerie. Dans la plupart des pays, des hôpitaux vétérinaires sont établis pour assister les équidés dans leur convalescence. Ils doivent soigner des pathologies très variées, allant des conséquences d'obusite aux maladies comme la gale, la grippe équine, la dermatophytose, la colique et le charbon, des blessures atteignant l’appareil locomoteur, des affections de la peau, des blessures de guerre ou issues du harnachement, jusqu'aux conséquences du gazage.
L’armée allemande soigne chaque animal trois fois en moyenne, et 27 % des malades meurent ou sont abattus. L'armée américaine compte moins de 30 % de pertes. En un an, 120 000 chevaux sont traités pour blessures et maladies par les seuls hôpitaux vétérinaires britanniques. Des ambulances et hôpitaux de campagne leur sont uniquement consacrés, et les premiers vans créées à cette occasion. Les hôpitaux du Corps vétérinaire de l'Armée britannique traitent 725 216 chevaux durant la guerre, dont au moins 529 064 sont guéris.
En France, un chef de service vétérinaire est chargé de surveiller l'hygiène, d'organiser les dépôts et de superviser les achats et réquisitions d’animaux, mais le manque d'effectifs et de moyens font que les soins restent souvent insuffisants. Pour pallier ces lacunes, des sociétés civiles d'assistance aux animaux, comme The Blue Cross, épaulent les militaires français. En janvier 1919, un militaire de la 7e division d'infanterie reçoit une décoration pour « actes de dévouement aux animaux », probablement des chevaux.
Les Français recensent presque 6,5 millions d'entrées de chevaux dans les services vétérinaires, chacun y pénétrant en moyenne sept fois durant sa mobilisation. Les maladies forment la première cause de décès, principalement à la suite de blessures infectées, la taille du cheval rendant ces lésions particulièrement impressionnantes pour les hommes. Un sur sept est touché par des tirs, et sur sept chevaux atteints, trois en meurent en moyenne. Un quart souffre de blessures de harnachement, et un autre de la gale. Une épidémie de morve est signalée début 1915, le dépistage et l'abattage des animaux suspects la font rapidement reculer. La gale est responsable de 3 % des morts équines au début de la guerre, et 21 % en 1918. Le seul remède consiste à tondre le cheval et lui passer une pommade. Les Anglais connaissent un traitement par bain dans une solution médicamenteuse, adopté par les Français en 1916. Les animaux blessés près des lignes de feu sont achevés parfois même s'ils ne sont que légèrement touchés, afin de permettre la poursuite des opérations militaires, et de donner la priorité aux hommes à soigner. La gourme frappe un cinquième des effectifs. En effectif moyen global, les pertes se montent à 85 %. Le service vétérinaire français s'est révélé médiocre et celui des Anglais, bien plus performant, est cité dans la presse comme modèle.

### Entretien

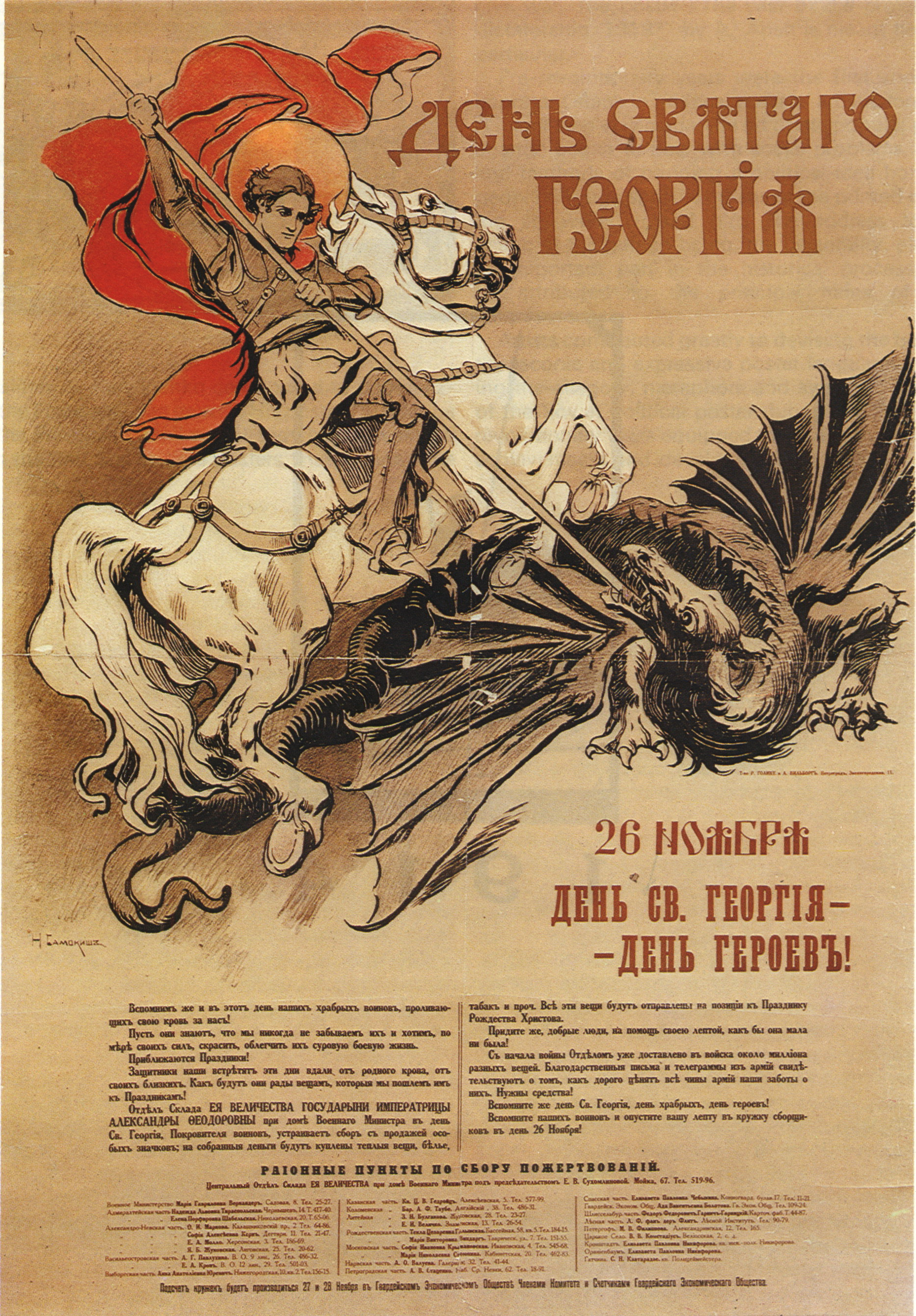
Affiche russe de 1914 appelant la population à faire des donations à l'armée, et utilisant l'image de Saint Georges.

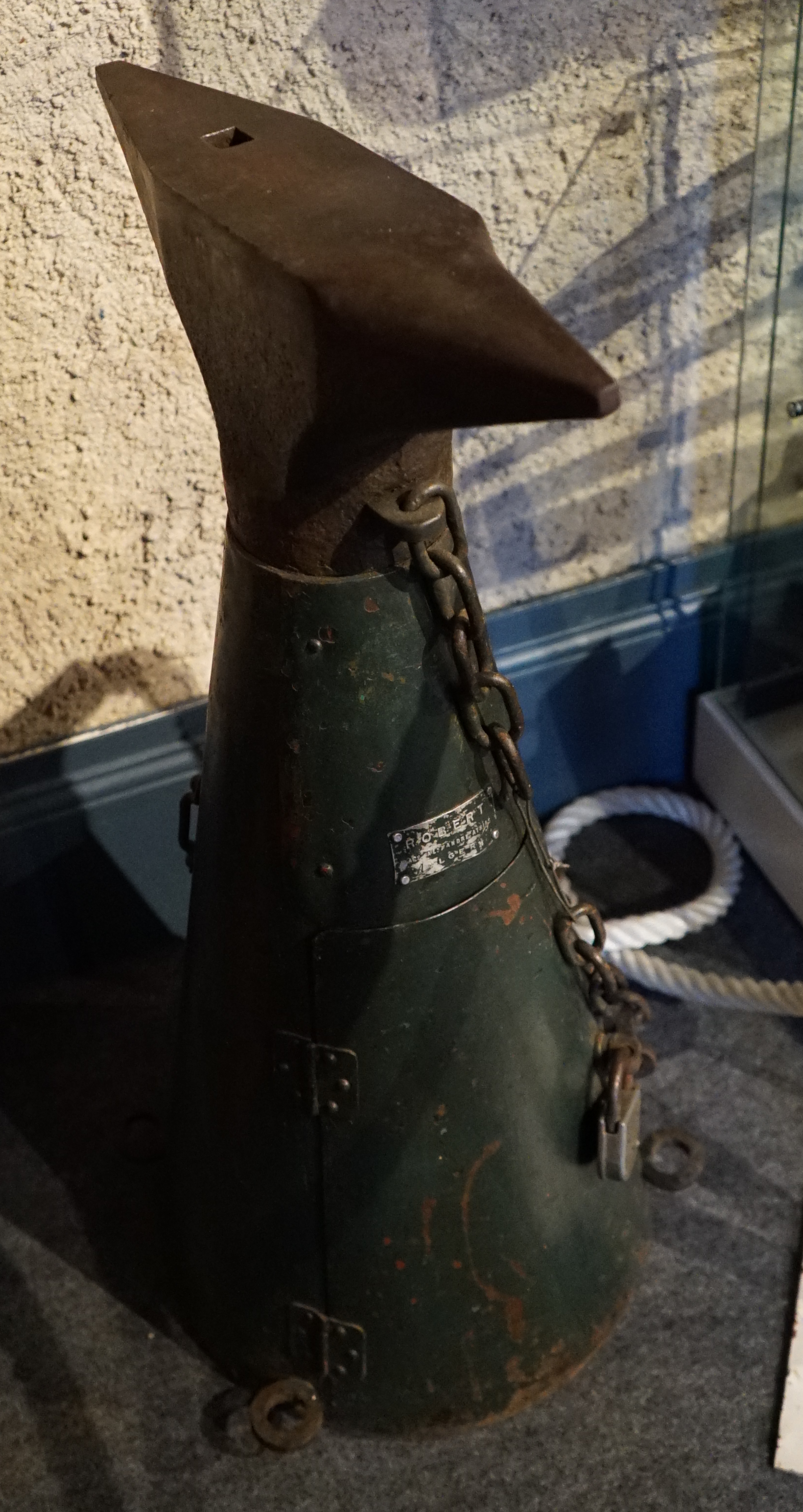
Enclume Robert de campagne.

Nourrir les bêtes est un problème de premier ordre, et les fourrages sont les denrées les plus importantes en termes de volumes à être expédiées sur le front dans certains pays, notamment la Grande-Bretagne. Les chevaux de trait peuvent manger plus de 7 kg d’avoine et 6 kg de foin, quand le mulet se contente de moins de 5 kg d’avoine et 3,4 kg de foin, cela représentant dix fois plus de nourriture qu'un homme. Il faut y ajouter le matériel nécessaire au pansage, contribuant à alourdir le fardeau de services de transport déjà surchargés de travail.
En 1917, les opérations alliées sont menacées quand les rations pour les chevaux viennent à manquer après que les activités sous-marines allemandes ont restreint les approvisionnements en avoine depuis l'Amérique du Nord, alors même que l'Italie obtient cette année-là de pauvres récoltes. Les Britanniques rationnent donc le foin et l'avoine, même si leurs approvisionnements restent bien moins perturbés que ceux des Français (qui réduisent leur cheptel de 100 000 têtes, tout en motorisant les armées) et des Italiens. Les Allemands font face à une crise bien pire concernant les fourrages, car ils ont sous-estimé les quantités de nourriture qu'ils auraient dû importer et stocker avant le début de la guerre. De la sciure est alors mélangée à la nourriture pendant les périodes de pénurie pour alléger la sensation de faim des bêtes, ce qui n'empêche pas nombre d'entre elles de mourir de privation. De la nourriture est prise aux territoires capturés sur le front de l'Est, et encore plus aux Britanniques durant les avancées de l'offensive de l'été 1918. L'entretien des chevaux français s’avère insuffisant, ils sont pansés une fois par jour au lieu de deux, sollicités de nuit, et souvent dorment sans abri, ce qui les expose aux intempéries et les affaiblit encore davantage. Chaque équidé buvant 20 litres d’eau par jour en moyenne, surveiller une possible contamination des eaux qui aurait anéanti les cheptels demande une attention constante.

### Conséquences de la proximité hommes-chevaux

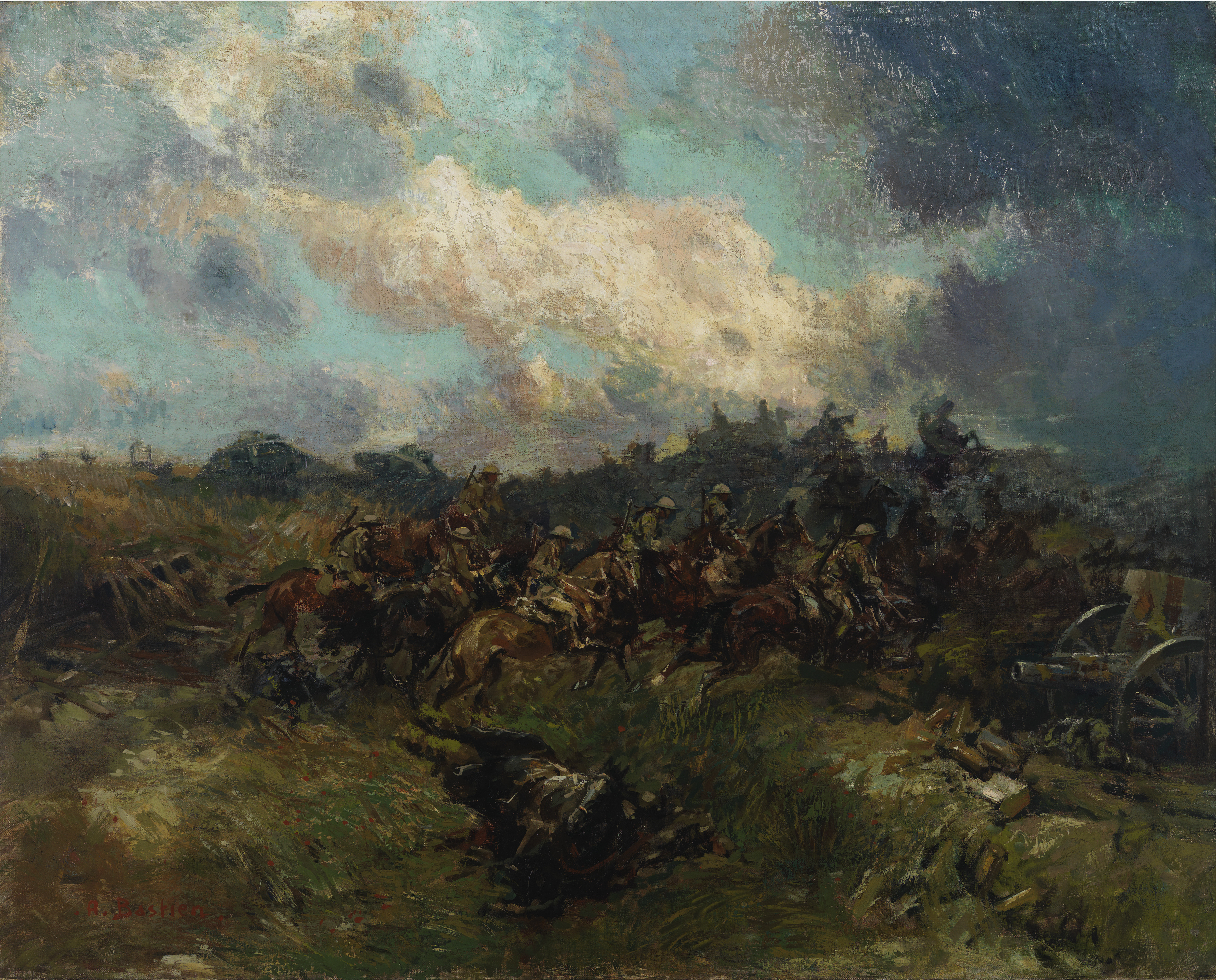
Cavalerie et chars d'assaut à Arras, 1918, une peinture décrivant une charge de cavalerie à Arras en 1918, dessinée par le lieutenant Alfred Bastien.

La proximité permanente entre l'homme et l'animal durant la guerre n'est pas sans conséquences. La disparition des unités de cavalerie se fait au profit des chevaux d'artillerie, avec lesquels les hommes nouent plus facilement des liens d'amitié. Les équidés renforcent en général le moral sur le front, du fait de l'affection qu'on leur porte. Certaines affiches de recrutement pour la guerre sont même axées sur ce partenariat entre l'homme et le cheval. La présence de l'équidé est toujours réconfortante pour les soldats, comme le sentiment de partager le même but que sa monture. De multiples sources attestent de l'attachement de soldats pour leur monture, et de leur anthropomorphisation progressive. Le cheval est omniprésent dans leur imaginaire symbolique, ce qui conduit à sa perception comme compagnon de combat. De ce fait, la mort du cheval est souvent traumatisante pour eux, tout comme l'abattage d'un animal blessé ou mourant. En France, 35 % des chevaux morts sont abattus par les militaires pour des raisons sanitaires (éviter la propagation de maladies), utilitaires (consommation de leur viande en cas de famine) ou morales (mettre fin aux souffrances d'un animal condamné). Le peu de descriptions des mises à mort de chevaux dans la littérature témoigne de la difficulté morale à accomplir un tel acte sur un animal qui est un compagnon pour les soldats, parfois à l'arme blanche pour économiser les balles, ou alors à bout portant.
Le contexte politique n'est pas la seule explication de cet attachement pour les chevaux car, depuis le XVIIIe siècle, le sentimentalisme entre de plus en plus en compte dans les relations entretenues avec les animaux, l'amour des animaux allant parfois jusqu'à la zoophilie. La loi Grammont ou encore la publication du roman Black Beauty, qui dénonce les violences infligées aux chevaux, prouvent que l'entrée dans la Première Guerre mondiale se fait dans un climat de grande sensibilité envers le traitement qui leur est réservé.
En parallèle à cette stimulation du moral, la proximité avec les chevaux peut être vecteur de maladies pour les soldats, notamment du fait qu'il est difficile de maintenir une bonne hygiène dans leur environnement. Cela se remarque surtout dans les camps en Égypte. Le fumier est monnaie courante durant les batailles sur de nombreux fronts, ce qui crée des aires favorables à la reproduction d'insectes porteurs de maladies. Le fumier est censé être enterré, mais les conditions rapidement changeantes des combats rendent cela impossible. Les officiers chargés de l'assainissement ont avant toute autre préoccupation l'enterrement des carcasses de chevaux. La présence de montures mortes a un effet extrêmement négatif sur les troupes, d'autant que la décomposition du cadavre équin produit une odeur plus forte que celle d'un homme. Les nombreuses descriptions dans la littérature témoignent de l'horreur ressentie devant ce phénomène, mais aussi du soin avec lequel les soldats, notamment les artilleurs, comptabilisent leurs chevaux morts.
L'enterrement des chevaux n'est pas chose facile, il s'agit le plus souvent d'une inhumation collective, bien que la plupart du temps, les cadavres soient simplement abandonnés sur le sol. Le corps du cheval, plus imposant, plus lourd et plus nauséabond que celui d'un homme, nécessite le creusement de fosses profondes, et parfois la mutilation du cadavre.

## Conséquences de la guerre sur les équidés civils
Sur la gauche de la route, des convois de munitions, des prolonges tirées par de gros percherons, roulent au trot, dans un fracas d'enfer. De toutes les ruelles affluent des charrettes, tirées par des ânes, des chevaux. [...] Des attelages civils se glissent au milieu des trains régimentaires qui vont au pas et dont la file occupe le centre de la chaussée.

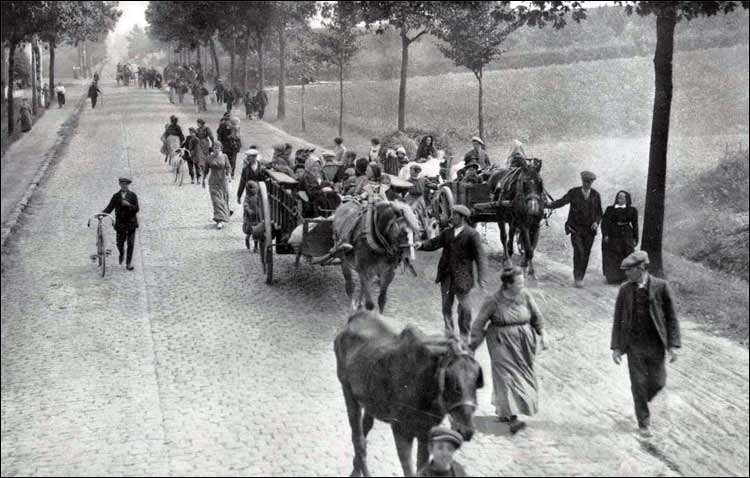
Réfugiés belges fuyant les Allemands avec leurs chevaux de trait, en 1914.

Le cheval est aussi abondamment utilisé par les civils pour fuir les zones de guerre. Ces zones sont quant à elles à l'origine de pertes chez les chevaux des civils, et de désorganisations de l'élevage : en France, la région du Boulonnais, point de passage vers l'Angleterre et la Belgique, est bombardée et ses chevaux réquisitionnés, décimant la race de trait du même nom. De nombreux combats se déroulant dans le berceau d'élevage, des troupeaux entiers de juments poulinières sont abattus. En 1918, une ordonnance départementale interdit l'exportation des chevaux Boulonnais afin de reconstituer le cheptel. Les Ardennes franco-belges, déjà très touchées par les réquisitions du cheptel équin local, connaissent la même situation, avec des conséquences catastrophiques pour l'élevage de chaque côté de la frontière.
La guerre déstabilise nettement le secteur agricole de tous les pays concernés, entre la mobilisation des hommes valides, les réquisitions d'équidés et la désorganisation des transports. En France, les territoires occupés par les Allemands font que la production agricole chute et force des importations. Priorité est donnée à l’alimentation humaine sur celle des animaux, des substituts à l'avoine et au foin doivent être trouvés. 

## Après guerre

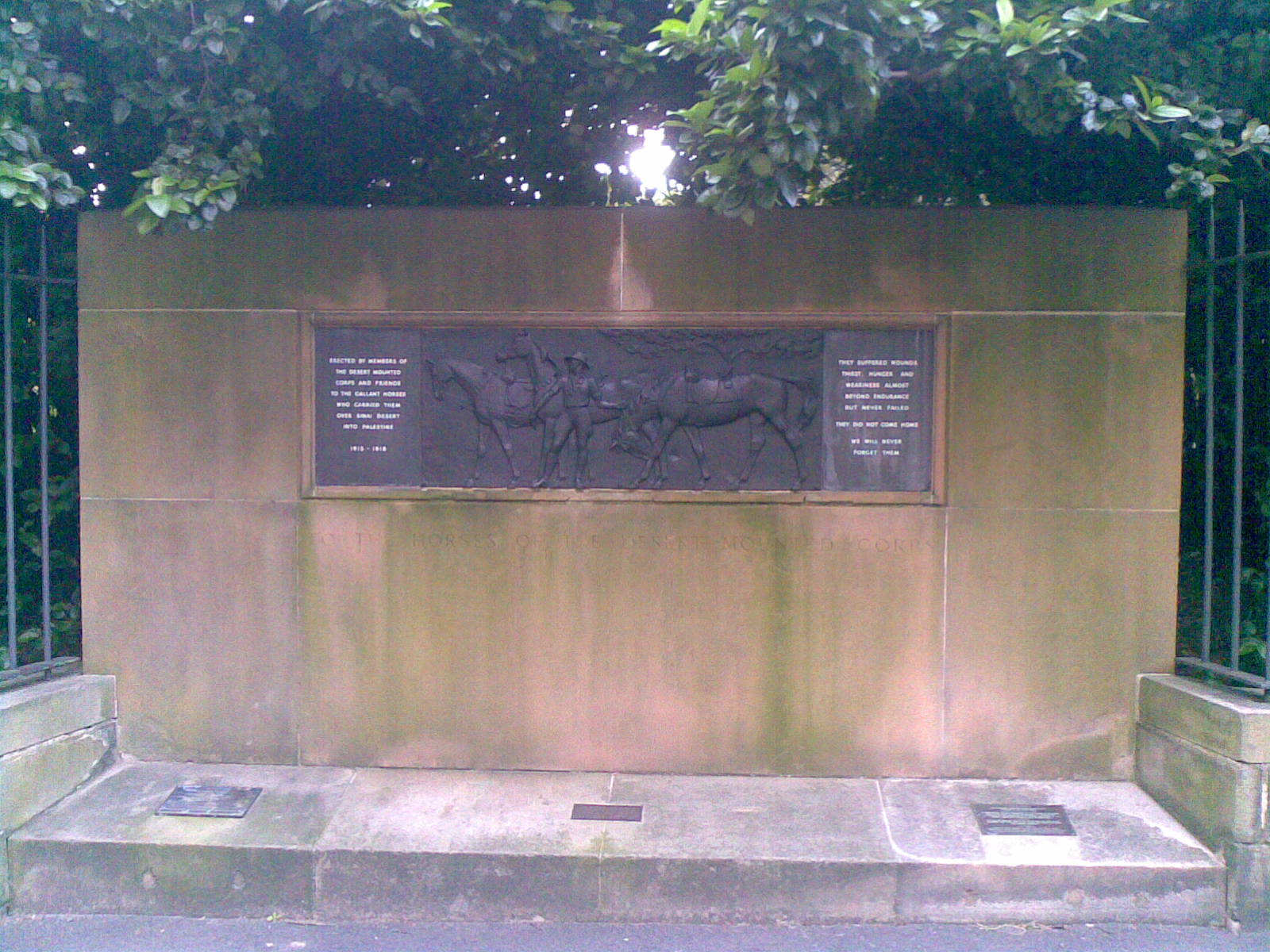
Monument érigé en mémoire des chevaux de la en ayant servi au cours de la Première Guerre mondiale.

### Sort des chevaux survivants
Quand la guerre prend fin, de nombreux chevaux sont abattus du fait de leur grand âge ou de leur maladie, et les plus jeunes vendus aux boucheries françaises ou aux particuliers, ce qui ne manque pas d'attrister les soldats, obligés d'abandonner les bêtes qu'ils ont chéries pendant plusieurs années. Il reste 13 000 chevaux australiens à la fin de la guerre, mais du fait des restrictions de quarantaine, ils ne peuvent retourner dans leur pays. 2 000 sont abattus, et les 11 000 autres vendus, la plupart destinés à resservir dans l'Armée britannique en Inde. Parmi les 136 000 équidés envoyés depuis l'Australie sur les fronts, un seul, Sandy, retourne dans son pays d'origine,. Les chevaux de Nouvelle-Zélande sont également laissés en Europe, et ceux dont les armées britannique et égyptienne n'ont pas l'utilité sont abattus pour éviter leur maltraitance par d'autres acheteurs.

### Mécanisation et motorisation des armées

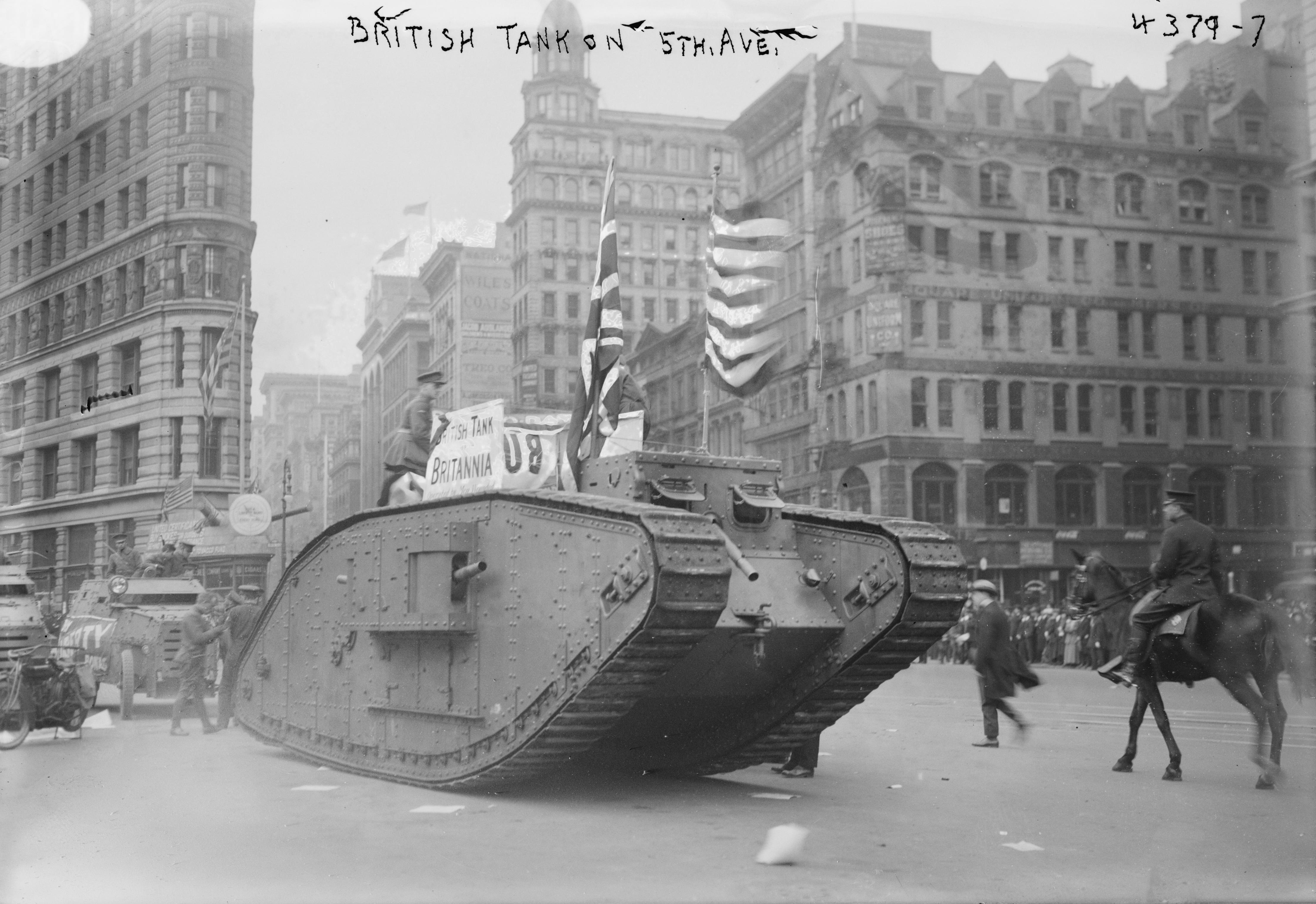
Un Mark IV en 1917 ou 1918, char d’assaut destiné à remplacer les charges de cavalerie. À noter la taille comparée du cavalier à droite de la photo.

Dans les années qui suivent, la plupart des armées se mécanisent en abandonnant partiellement leur cavalerie au profit de nouvelles machines de guerre. La symbolique du cheval transparaît toutefois nettement dans les habitudes et le comportement des premiers soldats conduits à adopter le char de combat et l'avion. Bien souvent, rien ne les prédestine à piloter ces engins nouveaux pour eux, leurs habitudes provenant de la cavalerie. C'est pourquoi le char de combat est désigné, dans la littérature de guerre, comme un lointain successeur du char hippomobile antique, tandis que son pilote est vu comme un « cavalier moderne ». Le char moderne établit aussi sa supériorité sur l'animal grâce à sa « maîtrise de la route », les chevaux s'écartant spontanément devant lui.
Les aviateurs ont tout autant recourt à la symbolique du cheval, un grand nombre d'entre eux provenant des corps de cavalerie. Le hangar est comparé à une écurie, et les hommes adoptent des gestes typiques des cavaliers, comme celui de caresser longuement leur machine. Le pilotage des chars de combat et des avions est comparable à celui d'une monture, et bien souvent les missions confiées aux soldats aux commandes de ces machines sont les mêmes que celles de la cavalerie : observation, reconnaissance, protection, et charge contre l'ennemi. « Le cheval est le référent imaginaire permettant de s'approprier ces nouvelles armes ». De plus, les techniques corporelles des anciens cavaliers influencent nettement leur façon de piloter. La plupart des combattants voient dans ces engins modernes une façon de pallier la vulnérabilité du cheval et retrouvent les sensations de vitesse, d'endurance et de force que leur apportaient leurs montures.
Malgré la mécanisation des armées, les chevaux sont encore très présents durant la Seconde Guerre mondiale. La disparition progressive de leur rôle militaire est pour beaucoup à l'origine des sports équestres, notamment le concours complet d'équitation qui est à l'origine un entraînement de cavalerie : face à la menace de la disparition des chevaux de service, les Haras nationaux français encouragent la pratique du sport avec eux.

### Honneurs

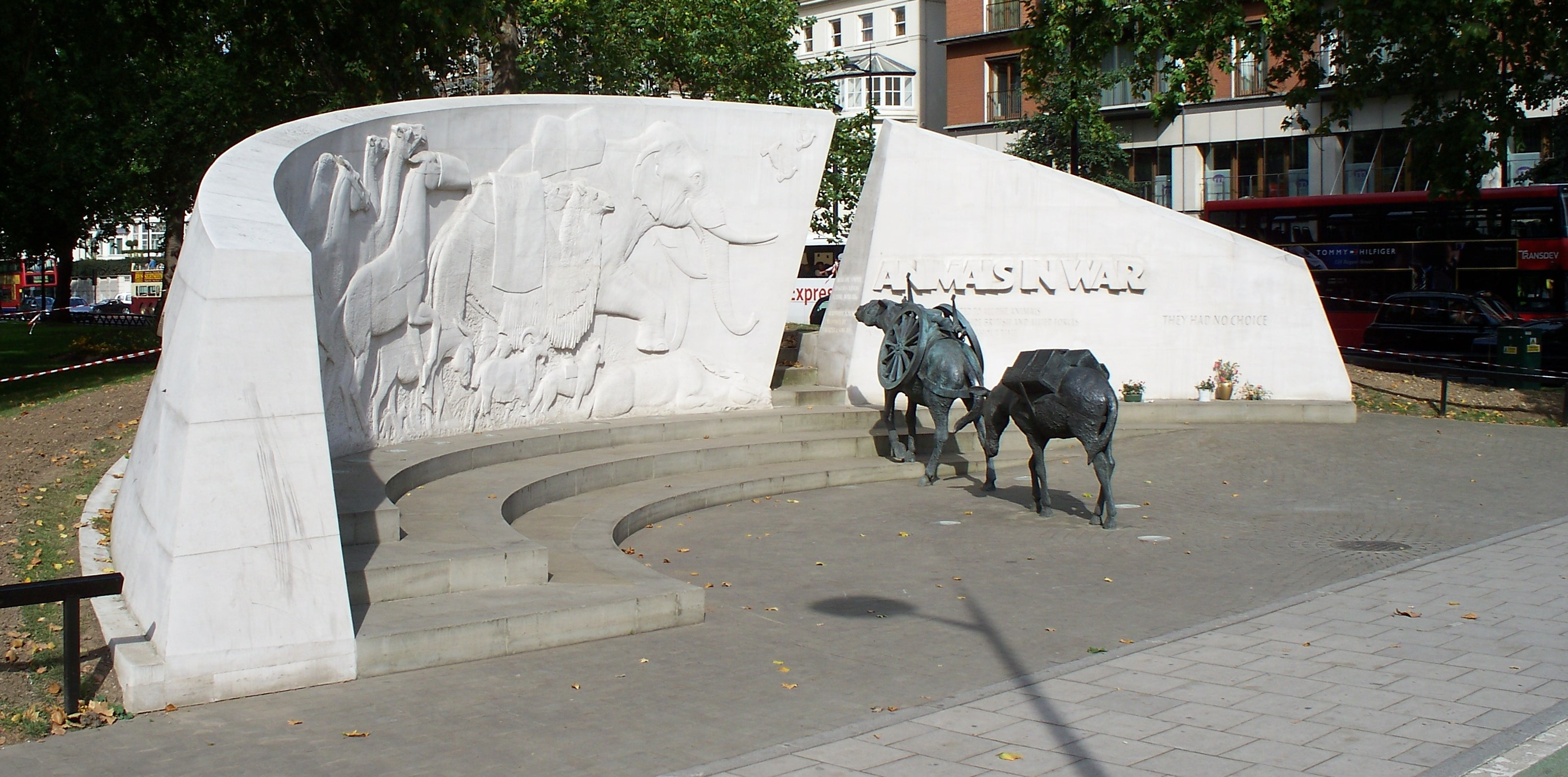
Le mémorial des animaux de guerre a été créé pour rendre hommage à tous les animaux qui ont servi et sont morts sous le commandement britannique au cours de l'Histoire.

Le cheval est l'animal le plus associé à la guerre, et de nombreux mémoriaux ont été construits en son honneur, à l'image de celui de l'église de Saint-Jude, à Hampstead, qui porte l'inscription « Most obediently and often most painfully they died - faithful unto death » « Ils moururent avec la plus grande obéissance et souvent dans les pires douleurs, fidèles jusqu'à la mort ». Le mémorial des animaux de guerre à Londres commémore la participation des bêtes qui ont servi sous le commandement des Britanniques et de leurs alliés dans toutes les guerres de l'Histoire. Il y est inscrit « Les animaux dans la guerre. Ce monument est dédié à tous les animaux qui ont servi et sont morts aux côtés des forces britanniques et alliées dans les guerres et campagnes de tous les temps. Ils n'avaient pas le choix. ». À Minneapolis, un monument situé au Lac des îles est dédié aux chevaux du 151e Régiment d'artillerie du Minnesota tués durant la Première Guerre mondiale.
Les hommes de l'Australian Light Horse et de la New Zealand Mounted Rifles Brigade qui sont morts entre 1916 et 1918 en Égypte, Palestine et Syrie sont commémorés par le mémorial de la cavalerie légère sur l'ANZAC Parade de Canberra en Australie. L'original de ce monument était situé à Port-Saïd en Égypte, mais est en grande partie détruit durant la crise du canal de Suez. Une pièce du mémorial originel, une tête de cheval brisée, est ramenée en Australie et réutilisée comme pièce d'une nouvelle statue faisant partie d'une exposition en l'honneur des animaux ayant servi dans l'armée australienne. L'exposition contient également la tête préservée de Sandy, le seul cheval australien à être retourné dans son pays après la guerre,.

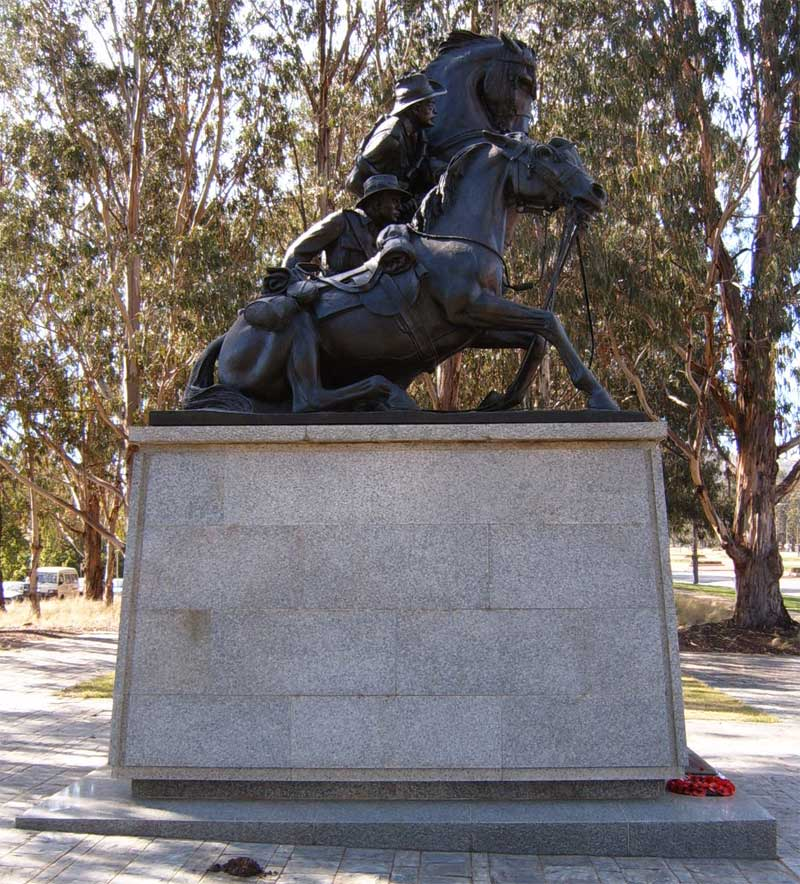
Le mémorial de la cavalerie légère, un mémorial australien dédié aux troupes de l'ANZAC ayant servi durant la Première Guerre mondiale, situé sur len à Canberra.

En France, les équidés sont honorés à Saumur avec l'érection, en 1925, d'une sculpture de cavalier anonyme ornée de deux centaures, et surtout à travers une plaque du château de Saumur, posée en 1923 et dédiée « aux 1 140 000 chevaux de l’armée françaises morts pendant la Première Guerre mondiale 1914 - 1918. Le musée du cheval reconnaissant ». Le « monument le plus émouvant est probablement celui de la London Division », à Chipilly dans la Somme : réalisé par H. Gajoué, il représente un soldat anglais embrassant son cheval blessé sur les naseaux.

### Représentations dans les arts

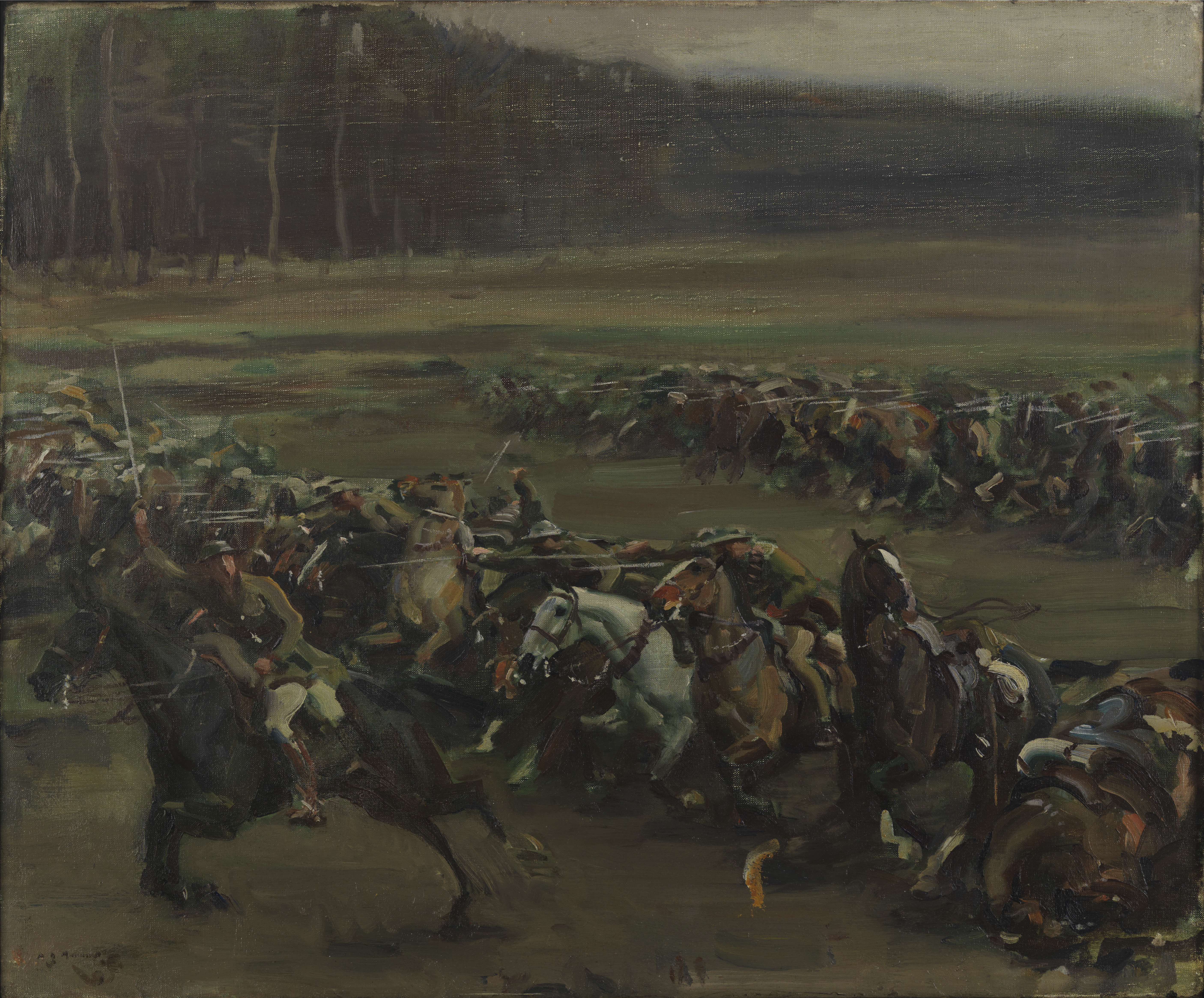
Charge of Flowerdew's Squadron, bataille du bois de Moreuil, 30 mars 1918 (Musée canadien de la guerre).

L'artiste de guerre Alfred Munnings est envoyé en France au début de l'année 1918 aux côtés de la Brigade de cavalerie canadienne. Le Canadian Forestry Corps l'invite à faire le tour de leur camp de base après avoir vu certaines de ses œuvres à l'état-major du général Simms. Il y fait des dessins, aquarelles et peintures de leurs activités, notamment Draft Horses, Lumber Mill in the Forest of Dreux en 1918. Quarante-cinq de ses peintures sont présentées à l'Exposition des archives militaires canadiennes de la Royal Academy, parmi lesquelles nombreuses sont celles qui mettent en scène des chevaux,. De nombreux autres artistes ont peint des scènes de la Première Guerre mondiale comportant des chevaux, comme Umberto Boccioni et sa Charge des lanciers et Terence Cuneo dont la peinture d'après-guerre célèbre le sauvetage de canons à la bataille du Cateau durant la Grande Retraite. Durant la Première Guerre mondiale, l'artiste Fortunino Matania crée l'image iconique Au revoir vieil homme qui est ensuite utilisée par des organisations britanniques et américaines pour des campagnes de sensibilisation sur la souffrance des animaux affectés par la guerre. La peinture était accompagnée d'un poème, The Soldiers Kiss, qui souligne également le sort des chevaux pendant la guerre,.
Écrire de la poésie était une façon de passer le temps pour les soldats de toutes les nations, et les chevaux de la Première Guerre mondiale y ont une place prééminente,. En 1982, Michael Morpurgo écrit le roman Cheval de guerre, qui raconte l'histoire d'un cheval nommé Joey. Le livre est plus tard adapté dans la pièce du même nom qui a un certain succès. Steven Spielberg réalise l'adaptation cinématographique de cette même pièce qui est sortie aux États-Unis à la fin de l'année 2011. En janvier 2010, History Channel a produit un documentaire appelé The Real War Horse, qui dépeint le rôle des chevaux durant la Première Guerre mondiale. On peut également citer La Chevauchée de feu (The Lighthorsemen), film de 1987 réalisé par Simon Wincer, consacré à l’Australian Light Horse.